# Varosia
Varosia (în greacă Βαρώσια, transliterat: Varósia; în turcă Maraș  sau Kapalı Maraș) este un cartier din sudul orașului  Famagusta din Cipru, în prezent abandonat. Până la Invazia turcă a Ciprului din 1974 a fost zona turistică modernă a orașului. În timpul invaziei locuitorii au fugit, iar clădirile au rămas de atunci abandonate. În prezent continuă să fie nelocuit. Clădirile s-au degradat și, în unele cazuri, imobilele au fost sparte de-a lungul anilor; unele străzi au fost invadate de vegetație, iar cartierul este în general descris ca un oraș-fantomă. 
Varosha (cum este de fapt denumit), orașul fantomă, a fost deschis publicului în 2020.
Mai exact a fost redeschis de Recep Tayyip Erdoğan (Preşedinte al Turciei) pe timpul pandemiei și poate fi vizitat de oricine. Este foarte important sa rămai pe șoseaua nou asfaltată, cladirile sunt ingradite pentru siguranta celor care ajung in zona, ele fiind in acelasi stadiu de acum 50 de ani; multe dintre ele in paragina. Sunt camere de supraveghere și polițiști care pazesc intregul stabiliment. 
Plajele sunt deschise partial pentru public, deja exista cateva baruri si restaurante functionale, se poate plati fara probleme cu cardul, bineinteles in lire turcesti.
Momentan nu exista taxa de intrare (testat in iulie 2025); se pot inchiria biciclete imediat dupa poarta de acces.
Politia turca verifica aleatoriu continutul rucsacilor turistilor.

## Istorie
La începutul anilor 1970 Famagusta era principala destinație turistică din Cipru. Pentru a veni în întâmpinarea numărului din ce în ce mai mare de turiști, au fost construite multe noi clădiri înalte și hoteluri. La începutul anilor 1970 Varosia a fost destinația turistică numărul unu din Cipru, și una din cele mai populare destinații turistice din lume, fiind preferată de celebrități precum Elizabeth Taylor, Richard Burton, Raquel Welch și Brigitte Bardot.     

## Caracteristici
Iconic pentru Varosia este bulevardul John F. Kennedy, o stradă întinsă din apropierea portului Famagusta, până în Varosia, paralel cu plaja Glossa („Limba”). De-a lungul său au existat numeroase hoteluri renumite, printre care Hotelul King George, Hotelul Asterias, Hotelul Grecian, Hotelul Florida și Hotelul Argo, care era hotelul preferat de Elizabeth Taylor. Hotelul Argo este situat aproape de sfârșitul bulevardul John F. Kennedy, cu vedere spre Protaras și Golful Fig Tree. O altă stradă importantă din Varosia a fost Leonidas, care se ramifică din JFK Avenue și se îndreaptă spre vest, spre Viena Corner. Leonidas a fost o stradă comercială importantă și de agrement din Varosia, cu baruri, restaurante, cluburi de noapte și un dealer auto Toyota.

## Cauze în instanță
Potrivit ciprioților greci, pe plaja Varosha există 425 de loturi, care se întinde de la hotelul Contandia până la hotelul Nisipurile de Aur. Numărul complet de parcele din Varosha este de 6082.
Există 281 de cazuri de ciprioți greci care au solicitat despăgubiri la Comisia pentru proprietăți imobiliare (IPC) din Ciprul de Nord.
În 2020, Greek Cypriot Demetrios Hadjihambis a intentat un proces pentru a solicita despăgubiri de stat pentru pierderile financiare.

## Din 1974 până în prezent
Varosia avea o populație de 39.000 de locuitori înainte de invazia turcă a Ciprului. În urma invaziei Ciprului la 20 iulie 1974, armata cipriotă greacă și-a retras forțele spre Larnaca. Armata turcă a avansat până la linia verde, care este granița actuală între cele două comunități. Cu doar câteva ore înainte ca armatele greco-cipriotă și turcă să se întâlnească în luptă pe străzile din Famagusta, întreaga populație a fugit, temându-se de un masacru. Evacuarea a fost ajutată și orchestrată de baza militară britanică din apropiere. Mulți refugiați au fugit spre sud în Paralimni, Dherynia și Larnaca. De atunci, Paralimni a devenit capitala modernă a provinciei Famagusta. 
Când armata turcă a câștigat controlul zonei în timpul invaziei, au închis-o și de atunci au refuzat intrarea oricui, cu excepția armatei turce și a personalului Națiunilor Unite. Oamenii care locuiau în Varosia sperau să se întoarcă acasă după calmarea situației, dar stațiunea a rămas închisă. 
Rezoluția 550 a Consiliului de Securitate al ONU din 1984 a dispus ca Varosia să fie predată administrației Națiunilor Unite și să nu fie populată cu alte persoane în afara locuitorilor care au fost obligați să plece. Statul turc nu s-a conformat, dar a menținut Varosia ca un „obiect de negociere”, în speranța de a convinge cetățenii Ciprului să accepte o soluționare a problemei Ciprului în termenii lor. 
Un astfel de plan a fost Planul Annan de reunificare a insulei, care prevedea întoarcerea rezidenților originari din Varosia. Dar acest lucru a fost respins de ciprioții greci într-un referendum din 2004. Rezoluția 550 a Consiliului de Securitate al ONU precizează că „consideră încercările de a stabili orice repopulare a Varosiei de către alte persoane decât locuitorii săi ca inadmisibile și solicită transferul acestei zone către administrația Națiunilor Unite”. Din 1974, Turcia a interzis intrarea în district, cu excepția personalului TSK. 
Curtea Europeană a Drepturilor Omului a acordat între 100.000 și 8.000.000 de euro pentru opt ciprioți greci care au fost lipsiți de casele și proprietățile lor ca urmare a invaziei din 1974. Cazul a fost depus în comun de omul de afaceri Constantinos Lordos și alții, cu hotărârea principală în cazul Lordos datând din noiembrie 2010. Instanța a decis că, în cazul a opt dintre reclamanți, Turcia a încălcat articolul 1 din Protocolul 1 al Convenției europene privind drepturile omului privind dreptul de a se bucura pașnic de bunurile sale, iar în cazul a șapte dintre reclamanți, Turcia a încălcat articolul 8 privind dreptul la respectarea vieții private și de familie. 
În absența locuirii și întreținerii umane, clădirile continuă să se altereze. Natura recuperează zona, întrucât părțile metalice se corodează, ferestrele se rup, iar plantele își stabilesc rădăcinile în pereți și pe pavaj. Țestoasele marine au fost văzute cuibărind pe plajele pustii. 
În timpul crizei rachetelor din Cipru (1997–1998), liderul turco-cipriot, Rauf Denktaș, a amenințat că va prelua Varosia în cazul în care guvernul cipriot nu se va întoarce.

## Redeschidere către populația civilă
Populația din Varosha era de 226 la recensământul Ciprului de Nord din 2011.
În 2017, plaja Varosha a fost deschisă pentru uzul exclusiv al turcilor (atât ciprioții turci, cât și cetățenii turci).
În 2019, guvernul Ciprului de Nord a anunțat că va deschide Varosha către colonizare. Pe 14 noiembrie 2019, Ersin Tatar, prim-ministrul Ciprului de Nord, a anunțat că Ciprul de Nord își propune să deschidă Varosha până la sfârșitul anului 2020.
Pe 9 decembrie 2019, Ibrahim Benter, directorul general al administrației fundației religioase cipriote turce EVKAF, a declarat că tot Maraș/Varoșa era deținut de EVKAF. Benter a spus că „EVKAF poate semna contracte de închiriere cu ciprioții greci dacă acceptă că orașul îngrădit îi aparține Evkaf”.
Pe 22 februarie 2020, Cipru a declarat că va pune veto asupra fondurilor Uniunea Europeană ciprioților turci dacă Varosha s-ar deschide la acorduri.
Pe 6 octombrie 2020, Ersin Tatar, prim-ministrul Ciprului de Nord, a anunțat că zona plajei Varosha se va redeschide publicului pe 8 octombrie 2020. Președintele Turciei, Recep Tayyip Erdoğan, a declarat că Turcia sprijină pe deplin decizia. [21] Mișcarea a venit înaintea alegerilor prezidențiale din Cipru de Nord din 2020, la care Tatar a fost candidat. Viceprim-ministrul Kudret Özersay, care a lucrat la redeschidere mai devreme, a spus că aceasta nu a fost o redeschidere completă a zonei, că a fost pur și simplu o cascadorie electorală unilaterală a tătarului. Partidul său Popular s-a retras din cabinetul tătar, ceea ce a dus la prăbușirea guvernului cipriot turc. [22] [23] Diplomatul șef al UE a condamnat planul, descriindu-l drept o „încălcare gravă” a acordului de încetare a focului ONU. Mai mult, el a cerut Turciei să înceteze această activitate. Secretarul general al ONU și-a exprimat îngrijorarea cu privire la decizia Turciei.
În octombrie 2020, președintele Turciei, Recep Tayyip Erdoğan, împreună cu prim-ministrul autoproclamatei Republica Turcă a Ciprului de Nord (KKTC), Ersin Tatar , a ordonat redeschiderea Varosha.
Aproape imediat, pe 9 a acelei luni, Consiliul de Securitate al Națiunilor Unite a reafirmat statutul lui Varosha, așa cum a fost stabilit în rezoluțiile anterioare ale Consiliului de Securitate al Națiunilor Unite, inclusiv rezoluția 550 (1984) și rezoluția 789 (1992). De asemenea, a reiterat că nu trebuie întreprinse acțiuni în legătură cu acea localitate care nu sunt conforme cu respectivele rezoluții.
Pe 8 octombrie 2020, au fost deschise unele părți din Varosha, de la Clubul Ofițerilor din Armata Cipriotă Turcă și Turcă până la Hotelul Nisipurile de Aur.
La 27 noiembrie, Parlamentul European a cerut Turciei să-și anuleze decizia de a redeschide o parte din Varosha și a relua negocierile menite să rezolve problema Ciprului pe baza unei federații bi-comunale și bi-zonale și a solicitat Parlamentului European Uniunea să impună sancțiuni împotriva Turciei, dacă lucrurile nu se schimbă. Turcia a respins rezoluția, adăugând că va continua să își protejeze atât propriile drepturi, cât și pe cele ale ciprioților turci. De asemenea, președinția Republicii Turce Cipru de Nord a condamnat rezoluția.
Pe 20 iulie 2021, Tătar, președintele Ciprului de Nord, a anunțat începerea celei de-a doua etape a deschiderii Varosha. El ia încurajat pe ciprioții greci să solicite Comisiei imobiliare din Republica Turcă a Ciprului de Nord pentru a-și revendica proprietățile dacă au astfel de drepturi.
Moscheea Bilal Aga, construită în 1821 și dezafectată în 1974, a fost redeschisă pe 23 iulie 2021.

Ca răspuns la o decizie a guvernului Ciprului de Nord, declarația prezidențială a Consiliului de Securitate al Națiunilor Unite din 23 iulie a declarat că așezarea în orice parte a suburbiei cipriote abandonate Varosha, „de către alte persoane decât locuitori, este „inadmisibil”. În aceeași zi, Turcia a respins declarația prezidențială a Consiliului de Securitate al Națiunilor Unite cu privire la Maras (Varosha) și a spus că aceste declarații se bazează pe propaganda cipriotă greco-greacă, sunt afirmații fără temei și fără temei și nu sunt în conformitate cu realitățile insulei. . La 24 iulie 2021, Președinția Ciprului de Nord a condamnat declarația prezidențială a UNSC din 23 iulie, afirmând că „o vedem și condamnăm ca pe o încercare de a crea un obstacol pentru ca deținătorii de drepturi de proprietate din Varosha să-ți atingă drepturile”.
Până la 1 ianuarie 2022, aproape 400.000 de oameni au vizitat Varosha de când a fost deschis pentru civili pe 6 octombrie 2020.
Pe 19 mai 2022, Ciprul de Nord a deschis o porțiune de plajă de 600 m lungime X 400 m lățime pe plaja Nisipurile de Aur (de la hotelul King George până la clădirea Oceania) în Varosha pentru uz comercial. Au fost amenajate șezlonguri și umbrele.
UNFICYP a declarat că va ridica decizia luată de autoritățile cipriote turce de a deschide porțiunea de plajă din Varosha cu Consiliul de Securitate, a declarat vineri purtătorul de cuvânt al forței de menținere a păcii Aleem Siddique. ONU a anunțat că „poziția sa față de Varosha nu s-a schimbat și monitorizăm îndeaproape situația”.
În octombrie 2022, ciprioții turci au anunțat că vor fi deschise instituții publice în oraș.

## Gallery

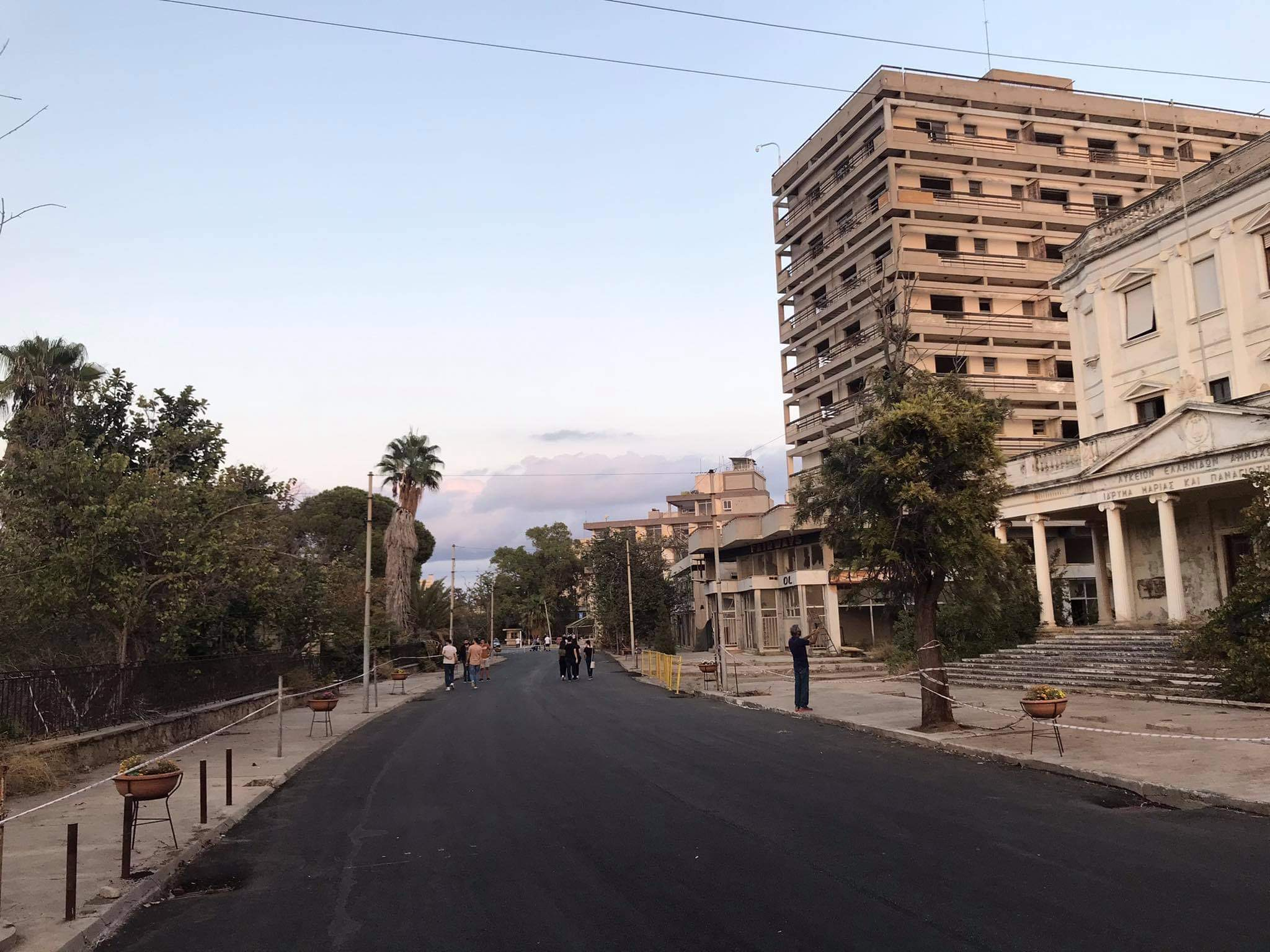
Un drum nou asfaltat, Strada Democrației și clădiri abandonate după redeschidere în 2020 (clădirea albă din dreapta este vechea școală de artă)
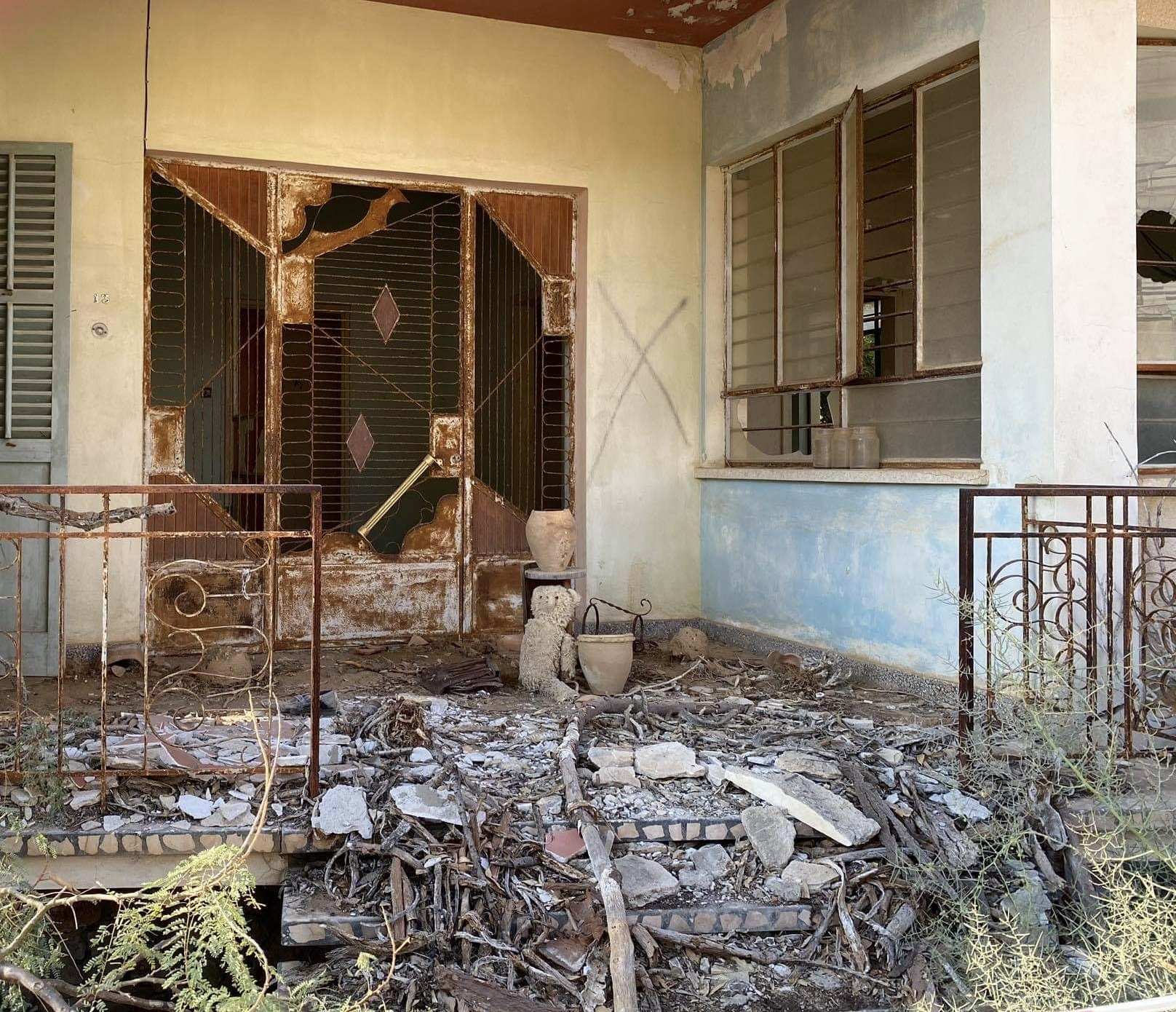
O casă abandonată în Varosha; în fața casei este un ursuleț de pluș zdrobit.
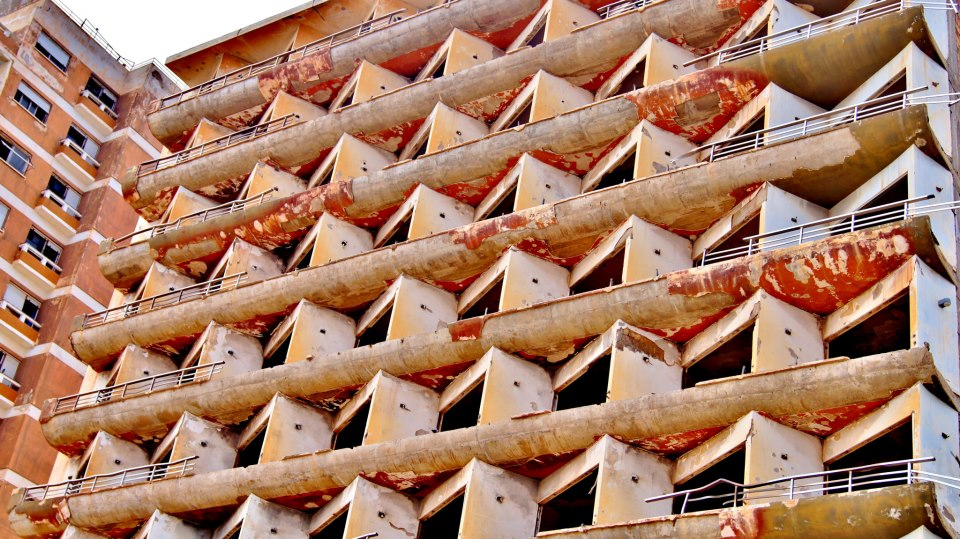
Unul dintre multele hoteluri dărăpănate care au fost abandonate în 1974.
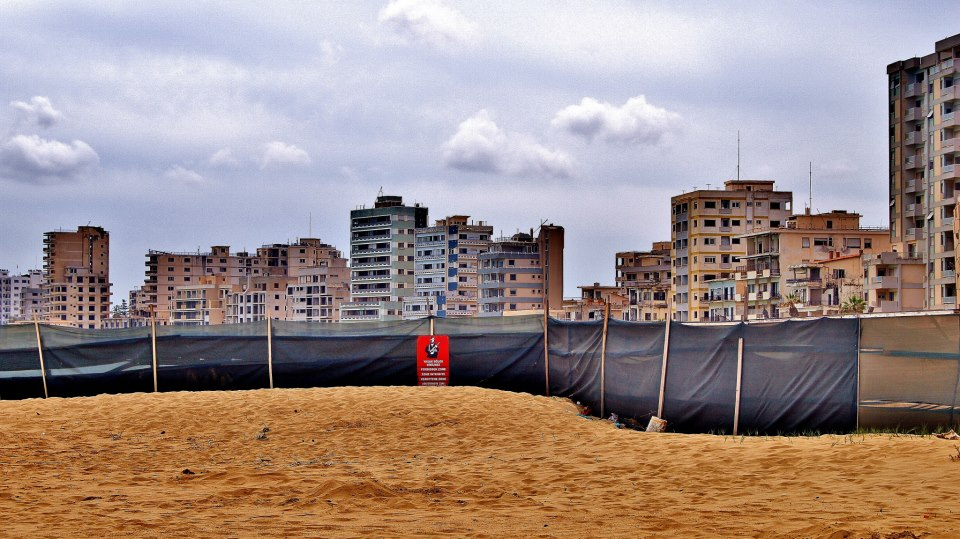
În prim plan, gardul care desparte Varosha de zona accesibilă a Golfului Famagusta.
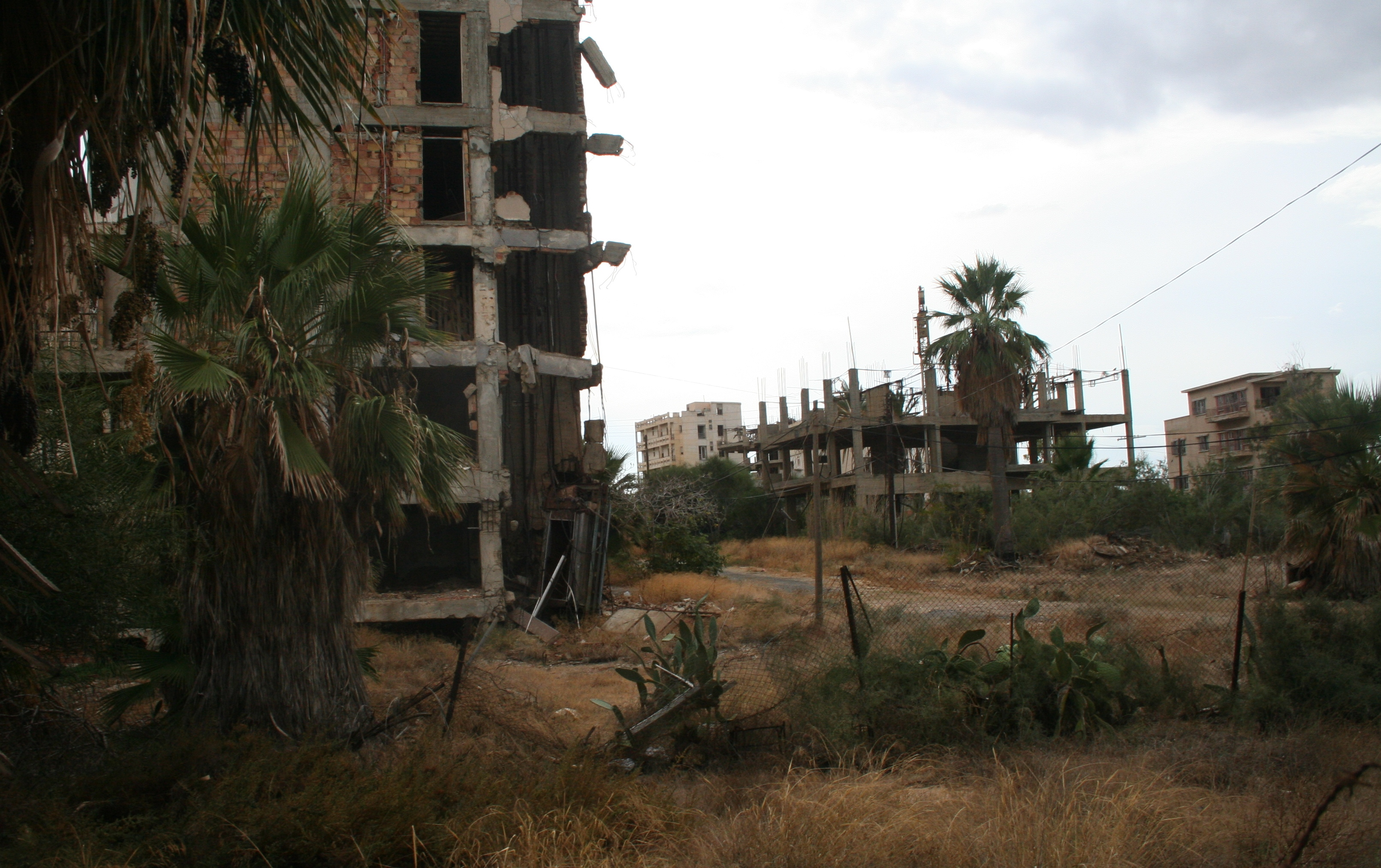
Varosha în 2009
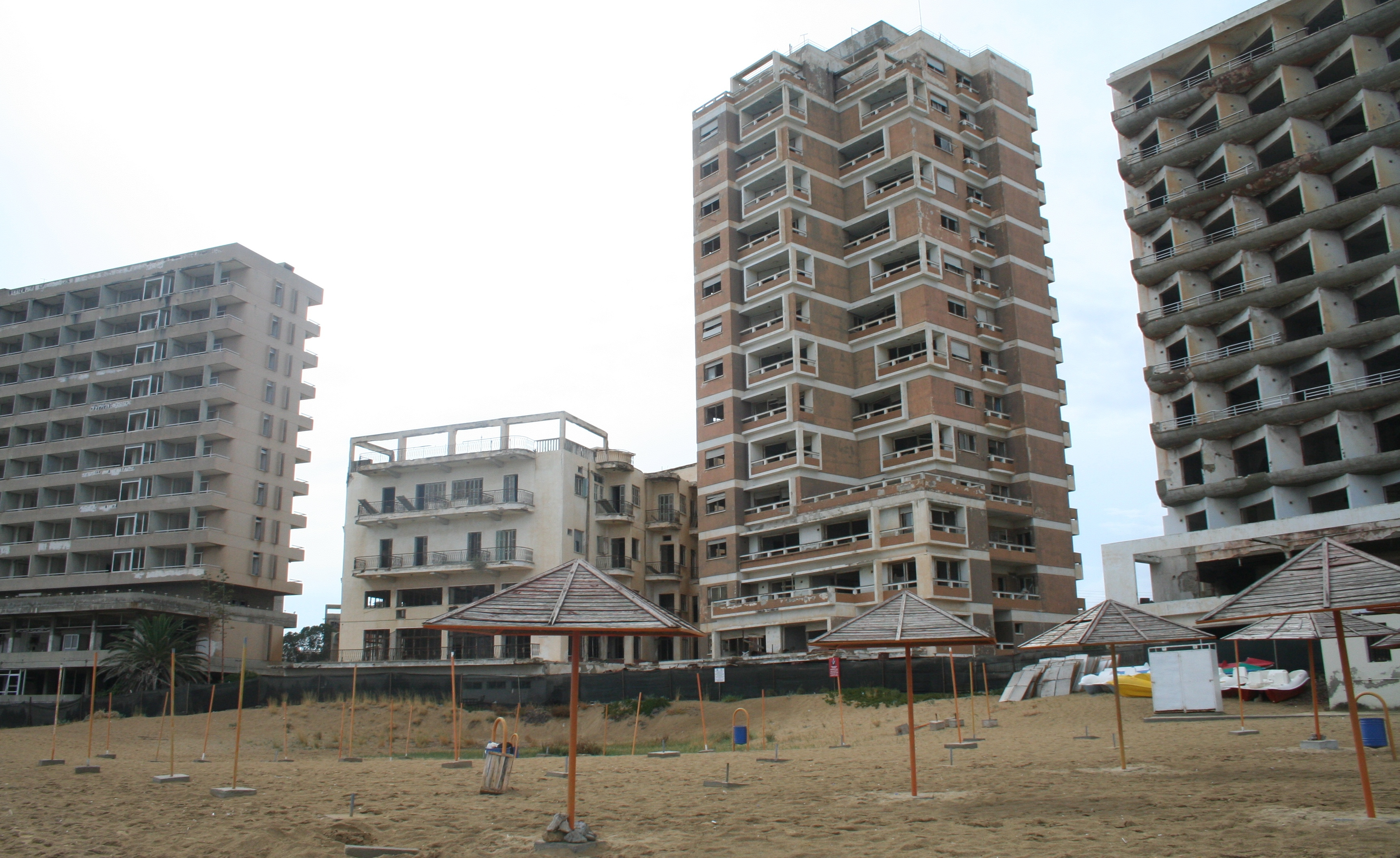
Hoteluri abandonate în Varosha
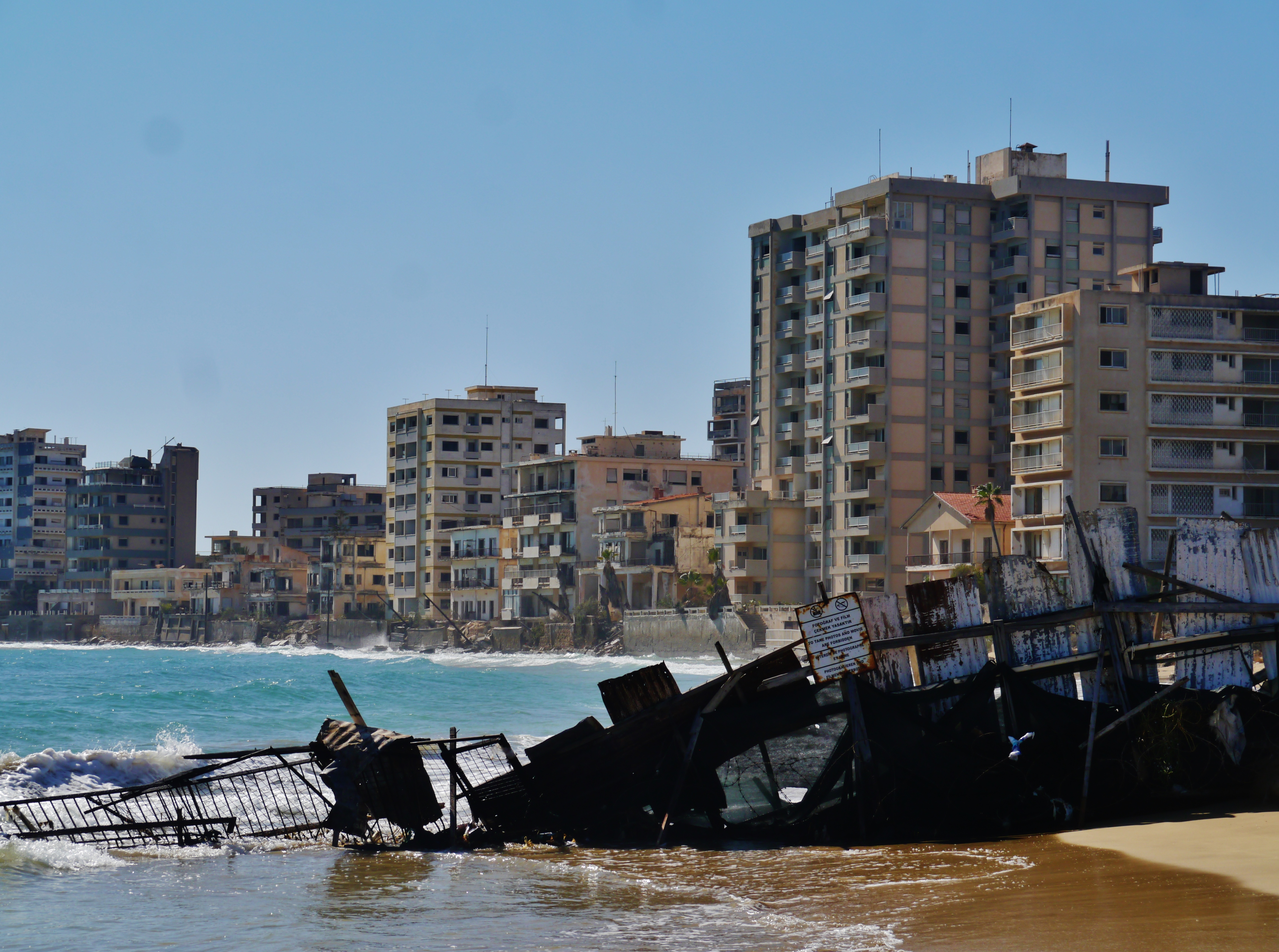
Varosha
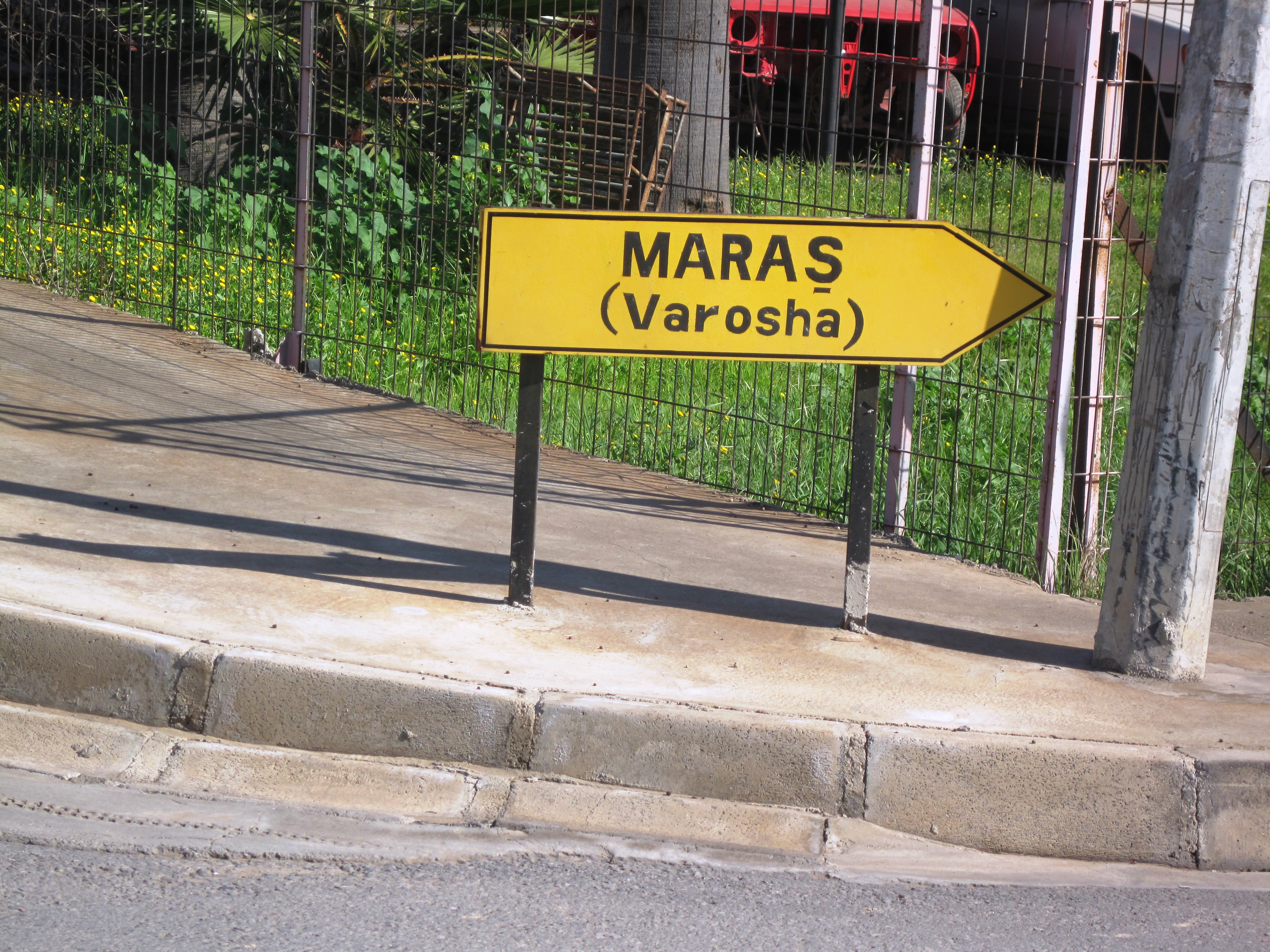
Semnează la Varosha
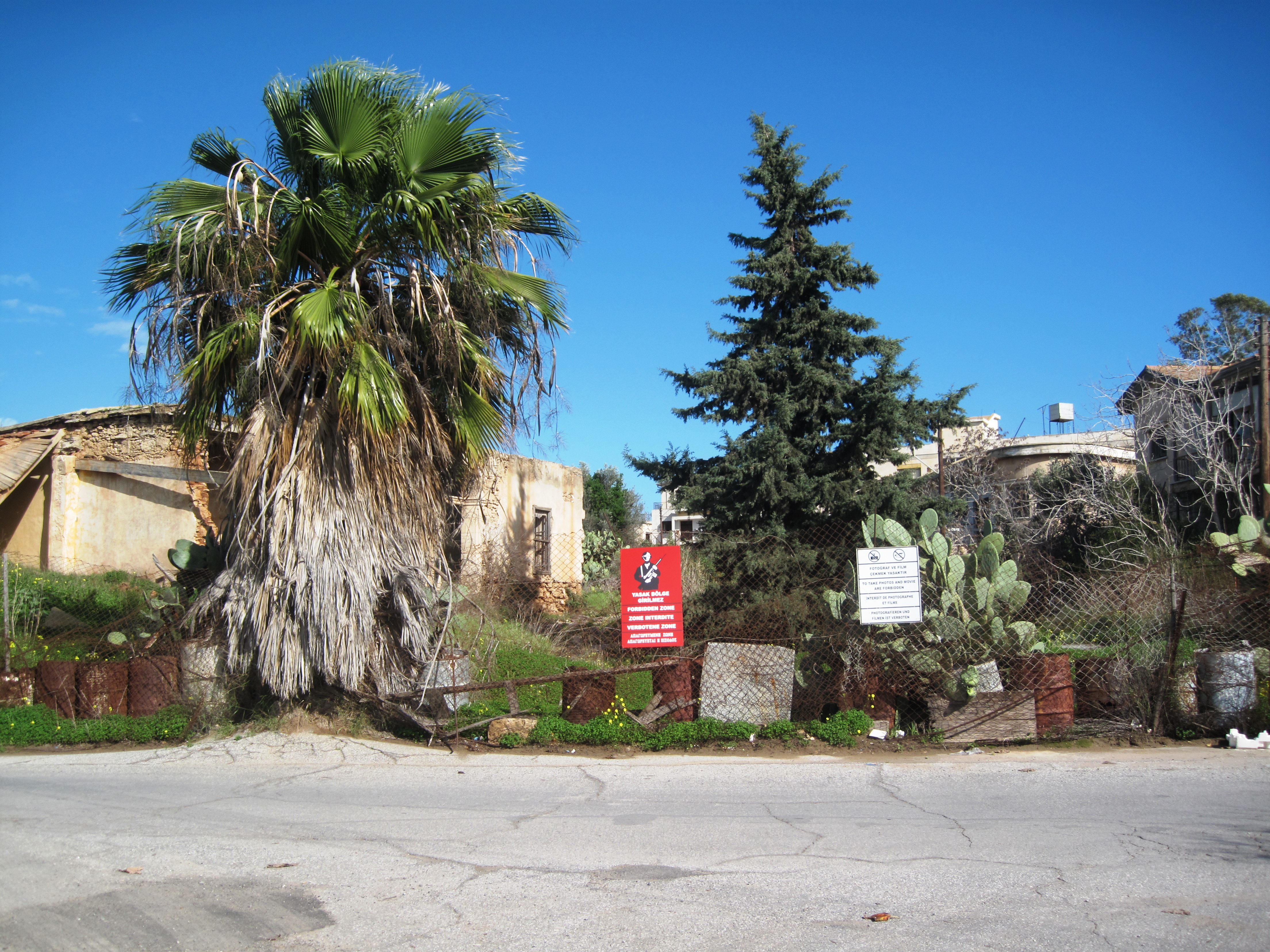
Zona militară interzisă Varosha
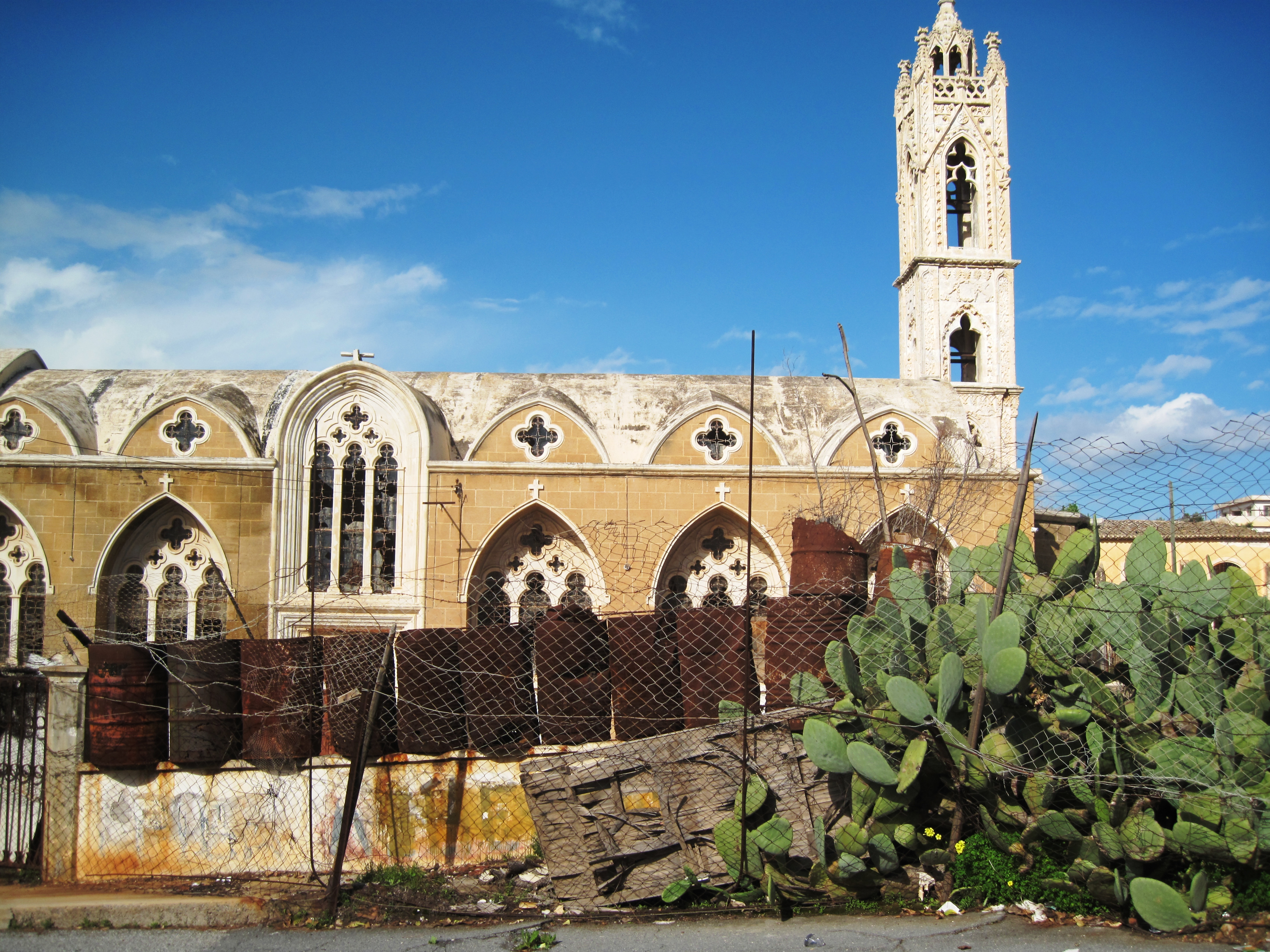
Biserica veche din Varosha
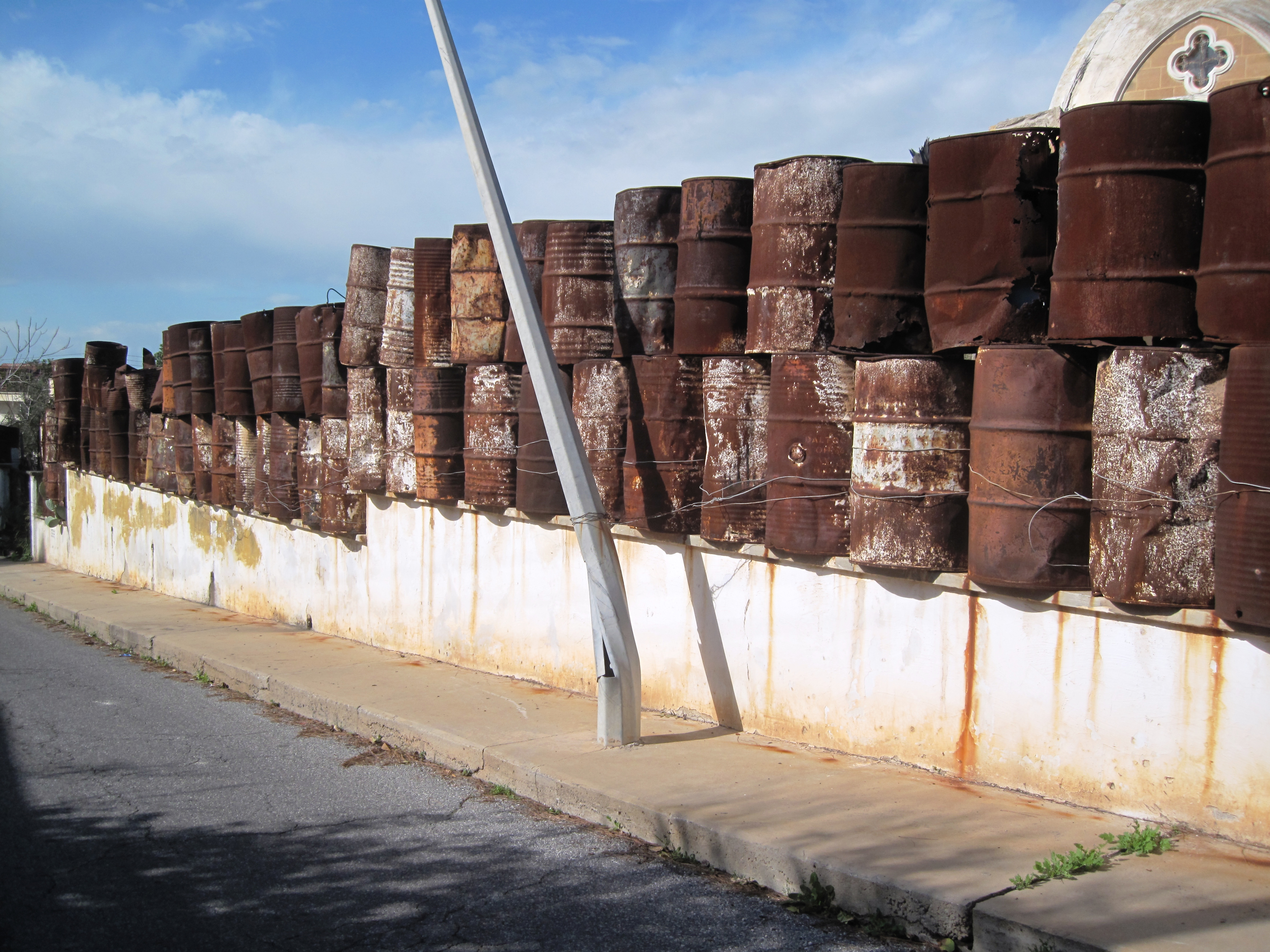
Separarea raionului
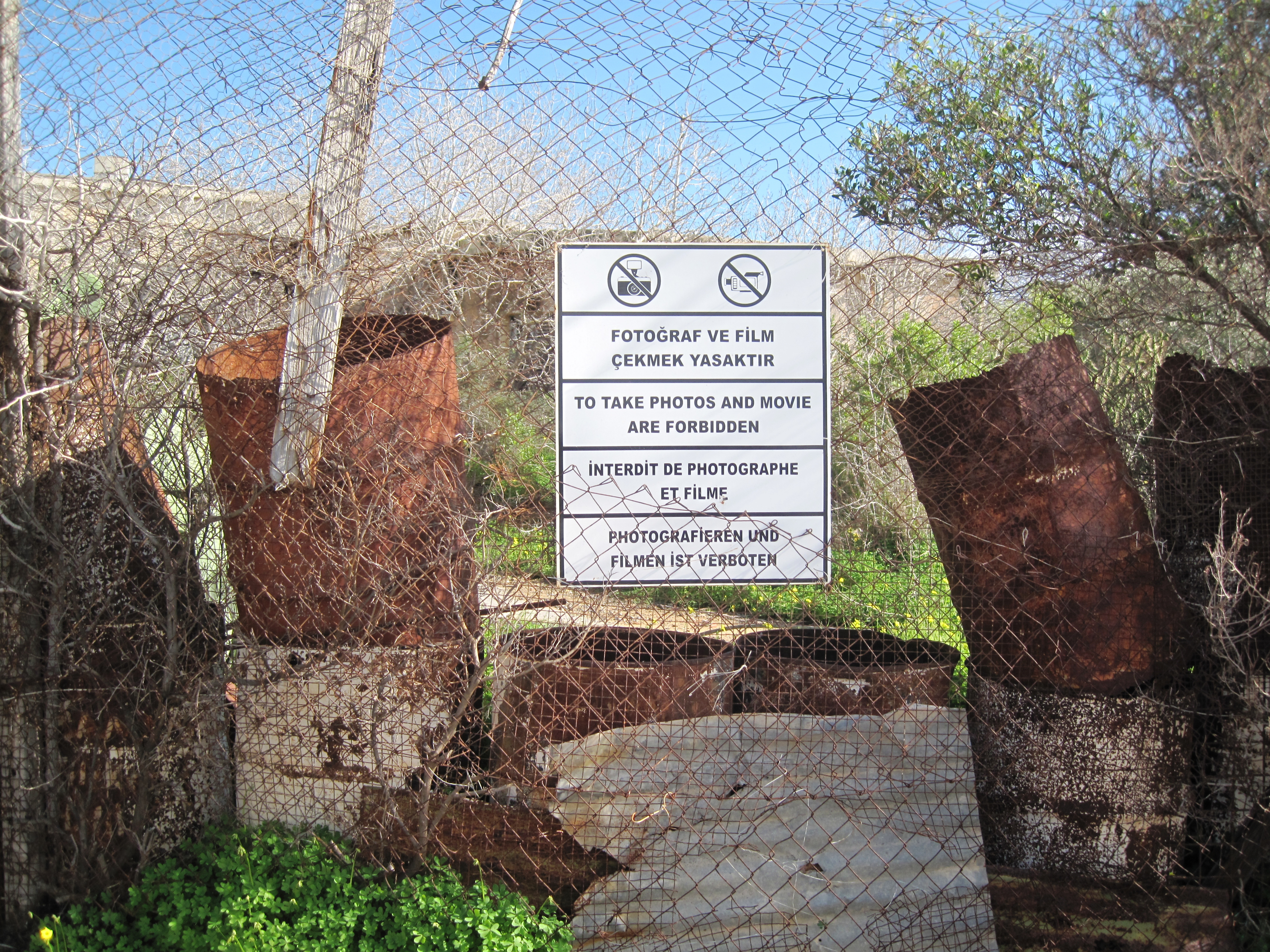
Fotografia interzisă
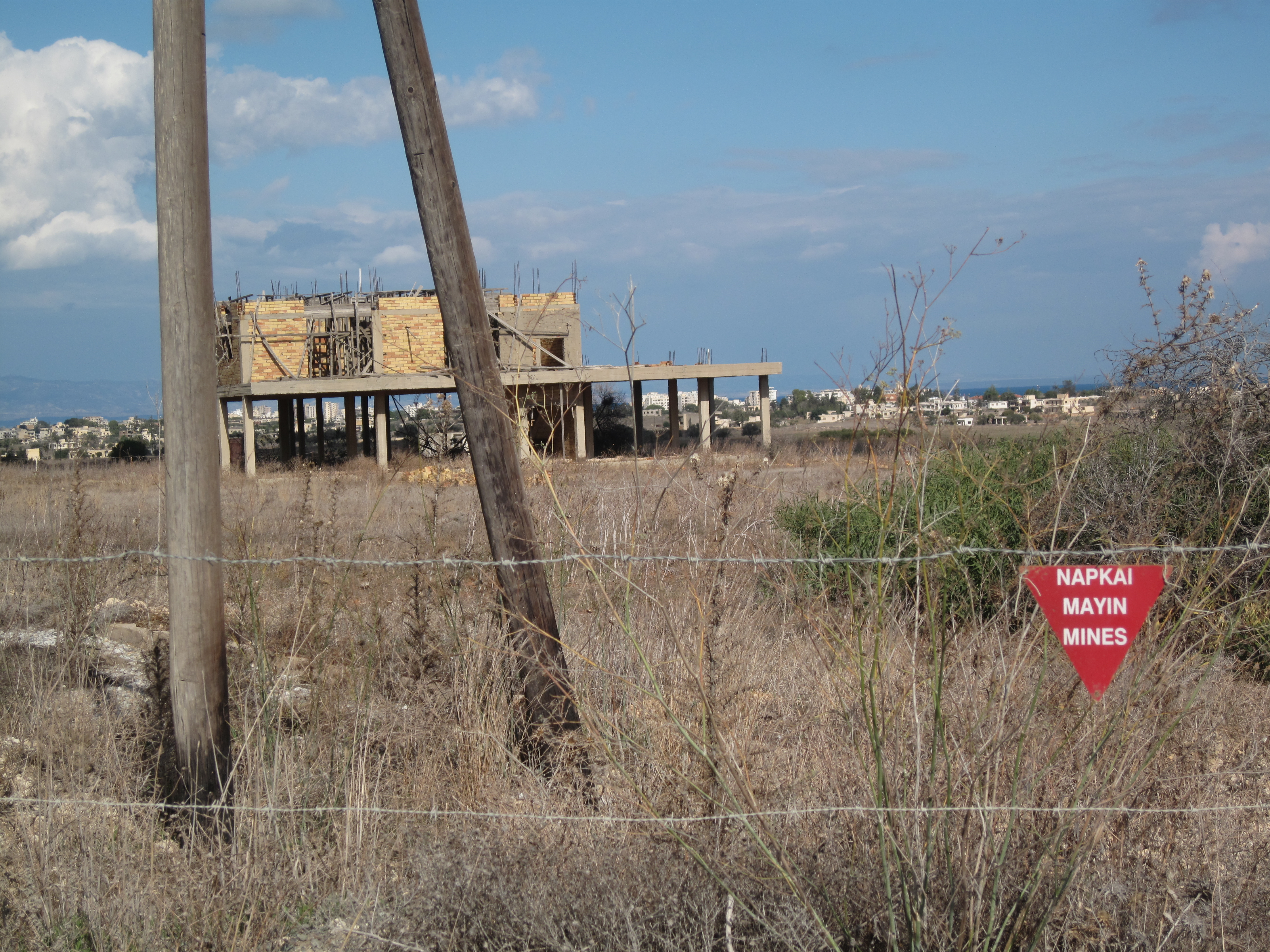
Nu se poate intra în Varosha din cauza minelor terestre
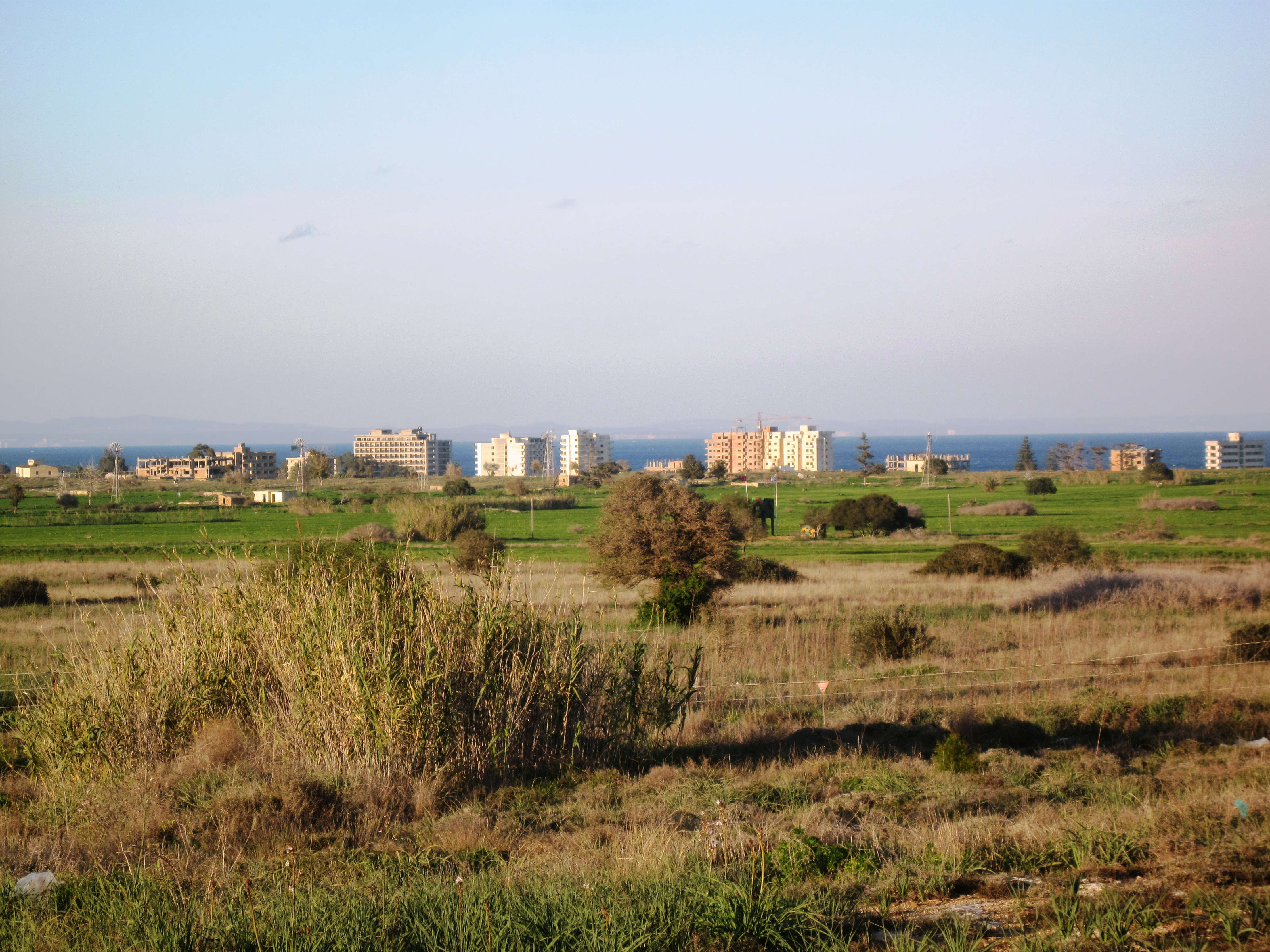
Hotelurile goale din Varosha
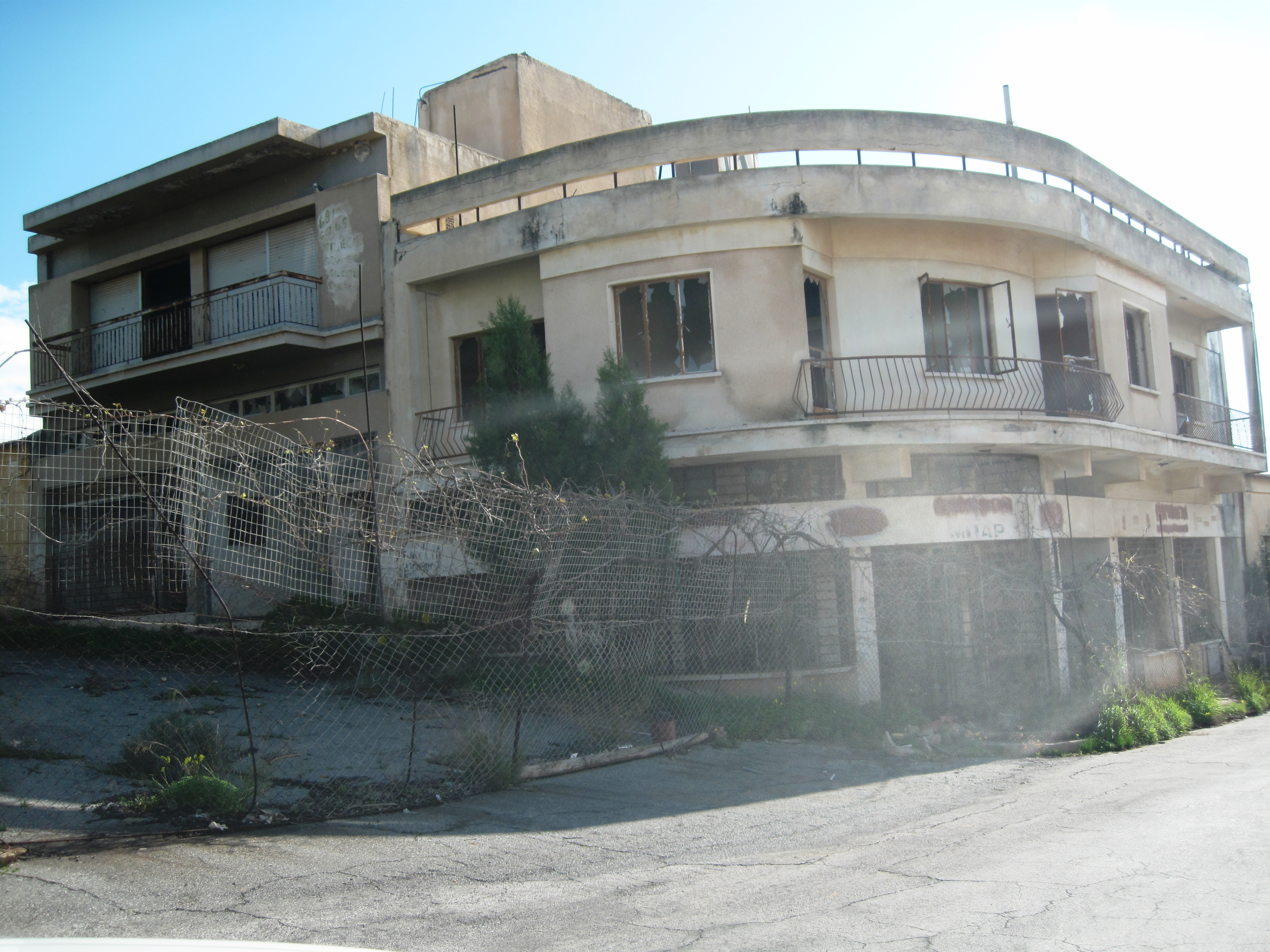
Magazine goale în Varosha
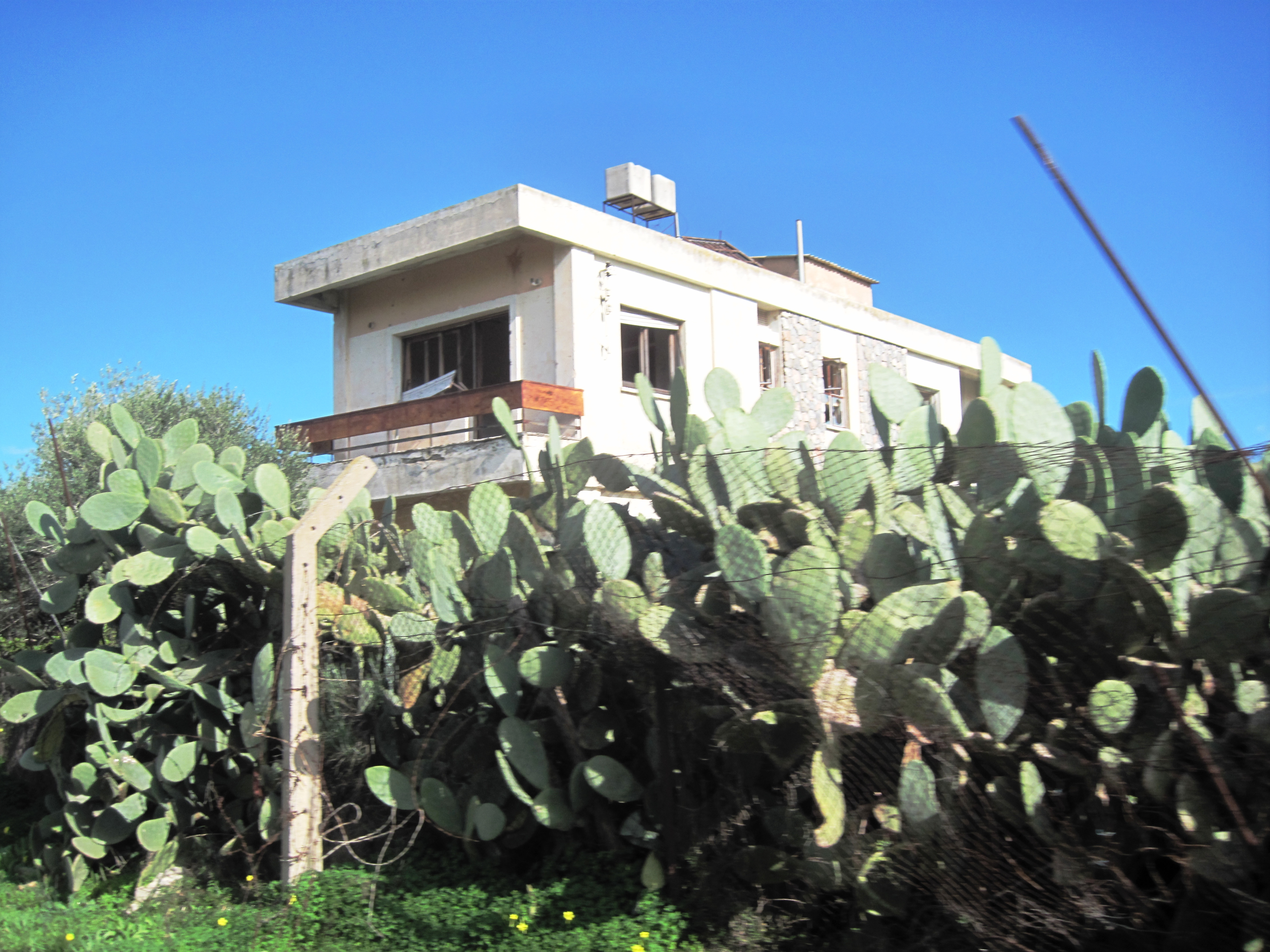
Case goale în Varosha
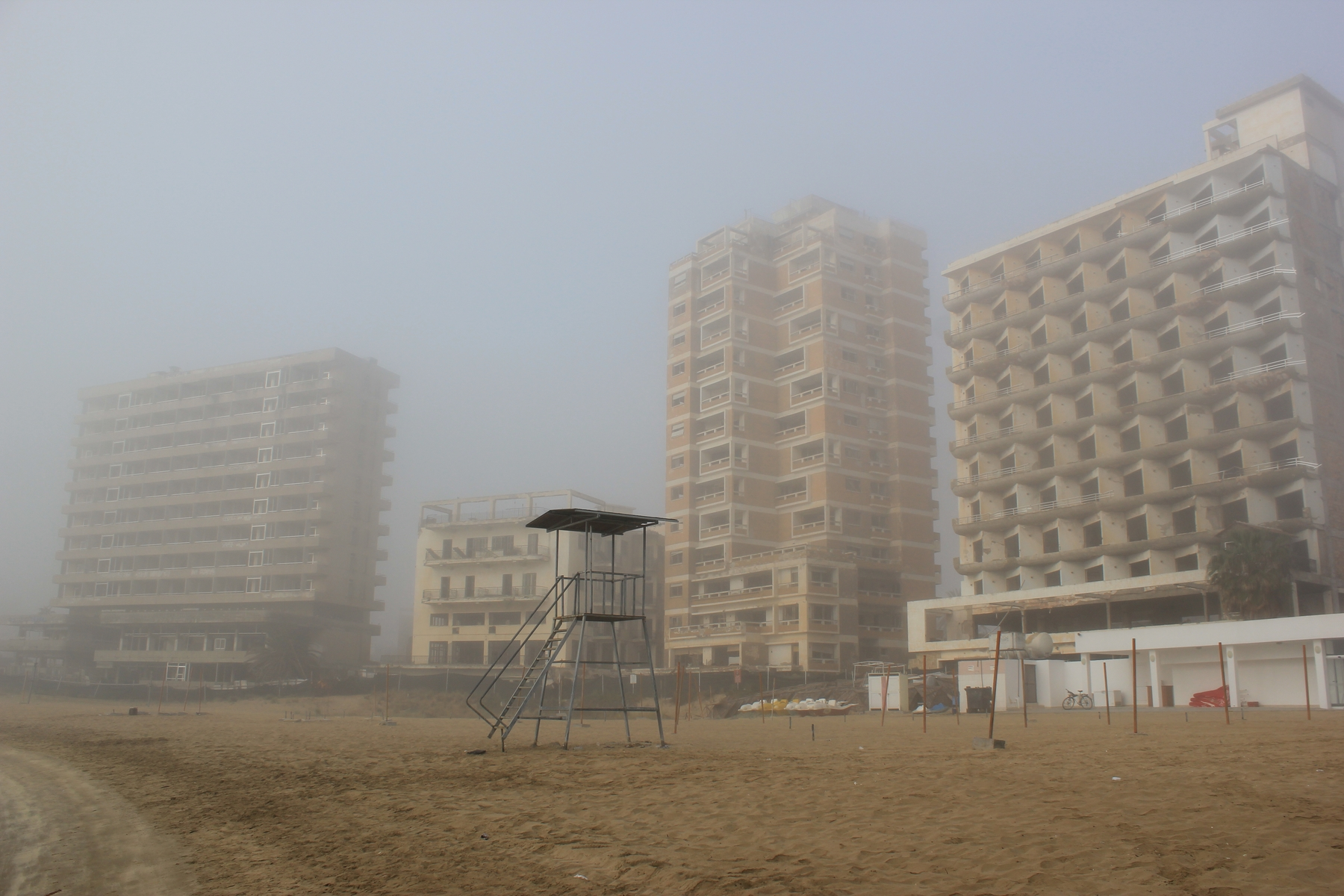
Hoteluri abandonate pe plajă (2016)
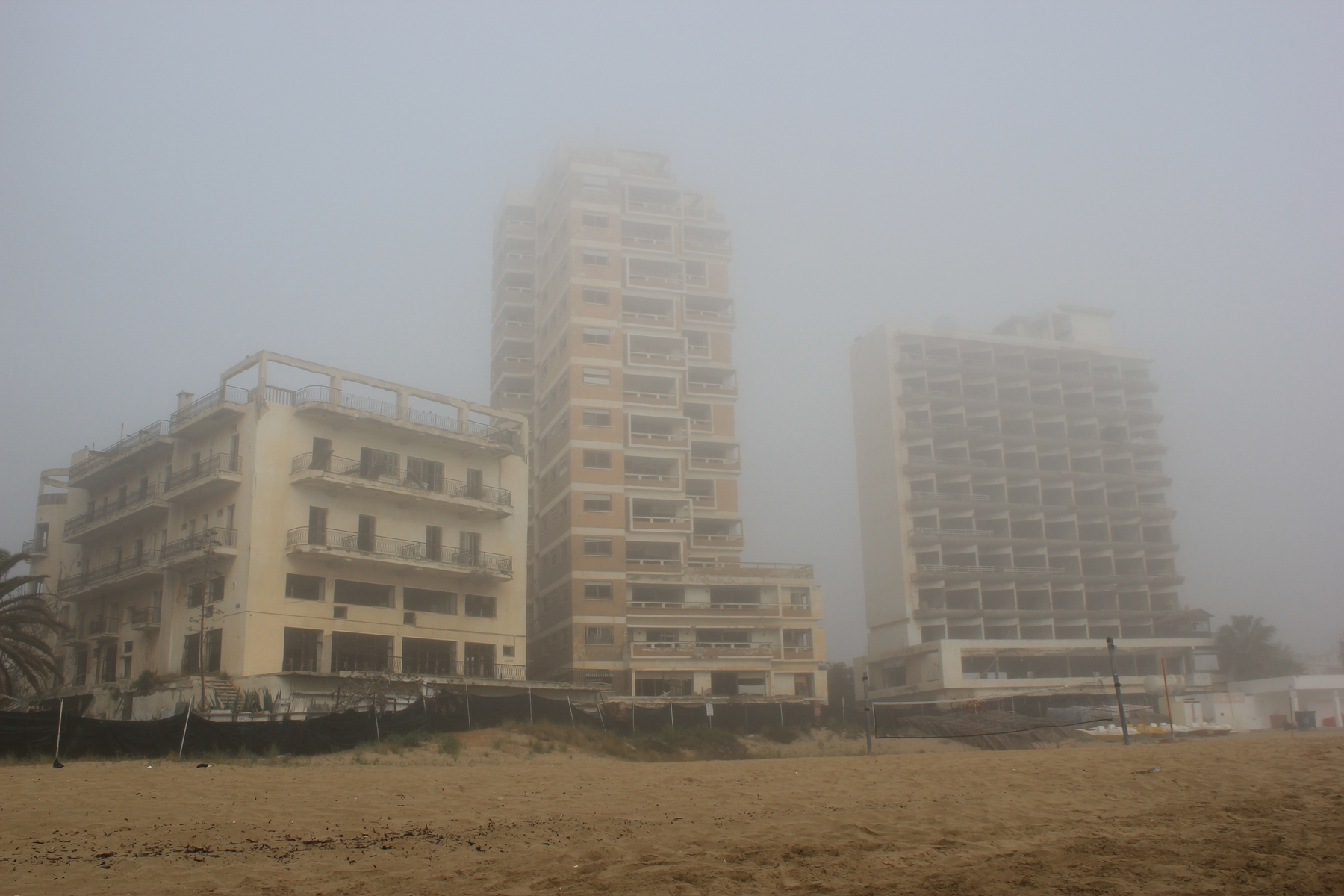
Hoteluri abandonate pe plajă (2016)
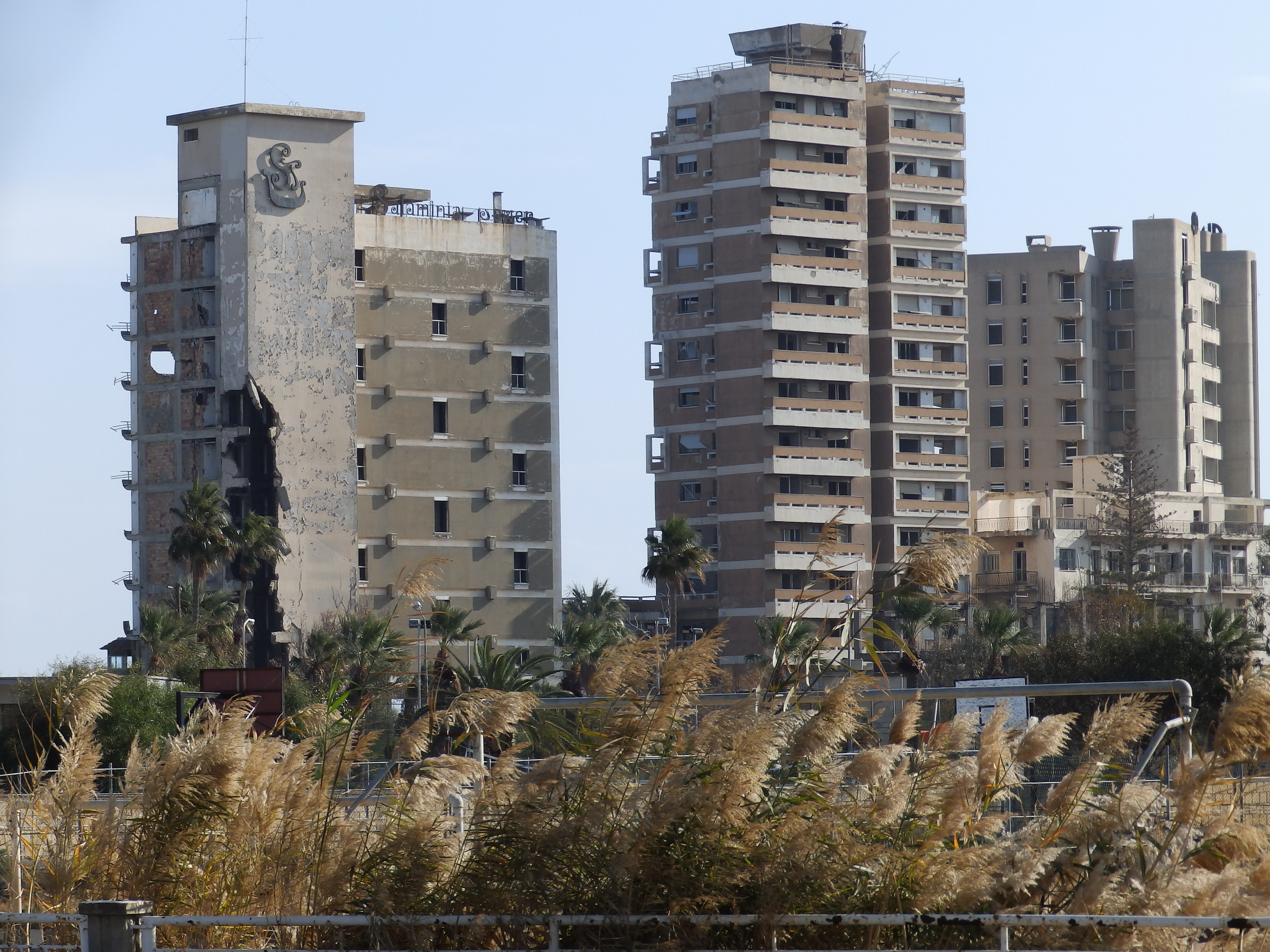
Hoteluri abandonate (2013)
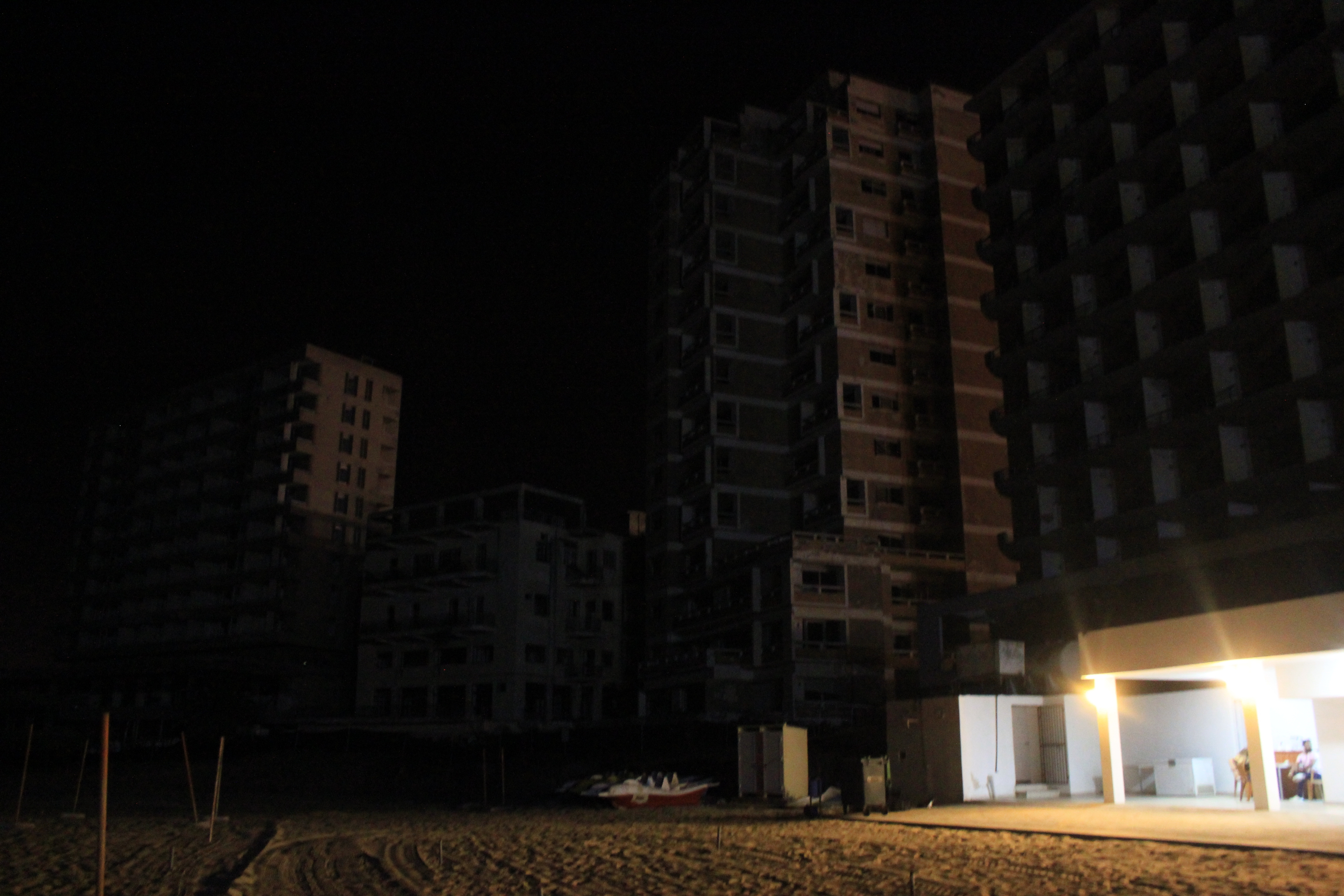
Petrecere pe plajă noaptea (2016)
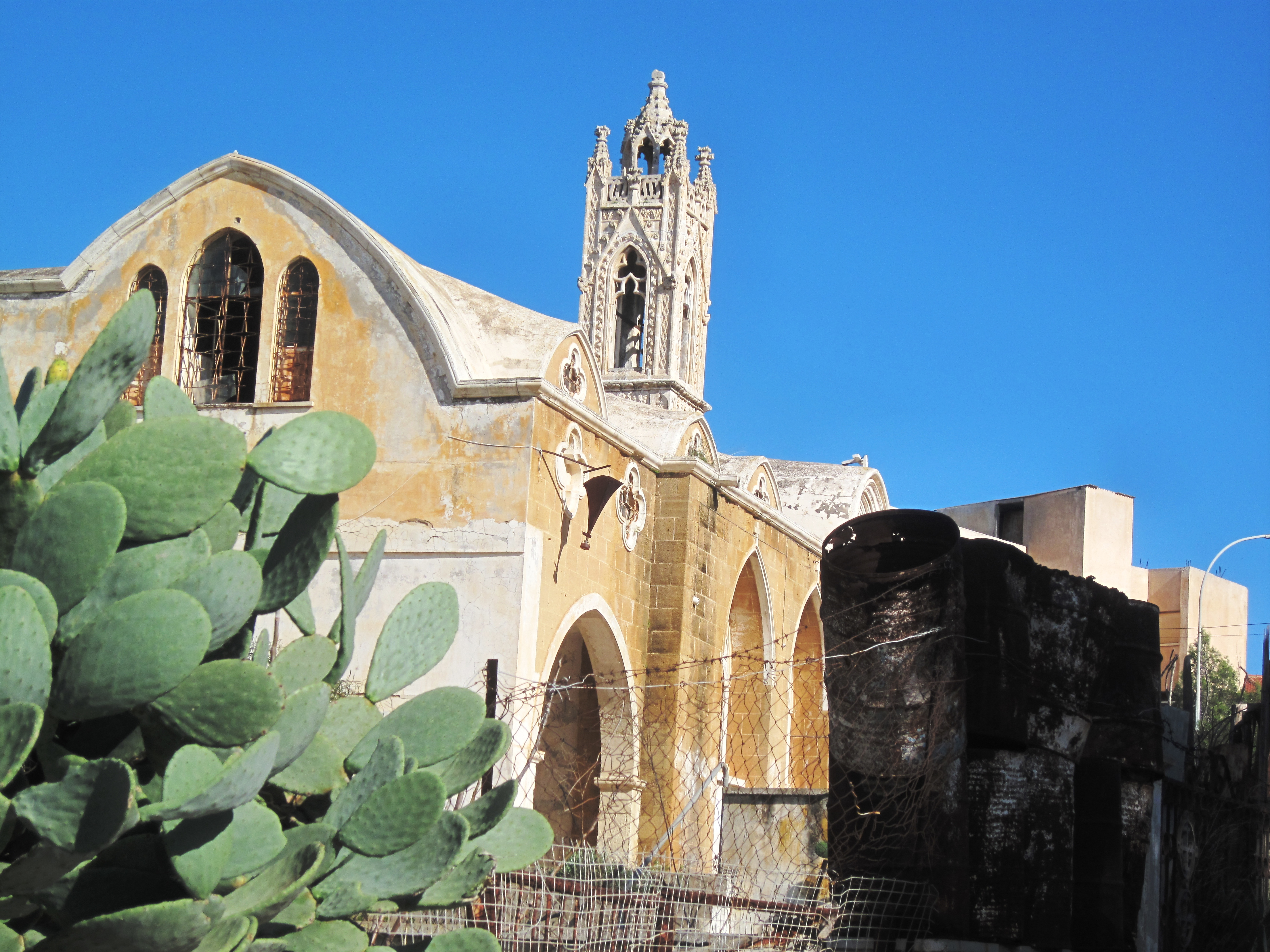
Varosha Abandoned
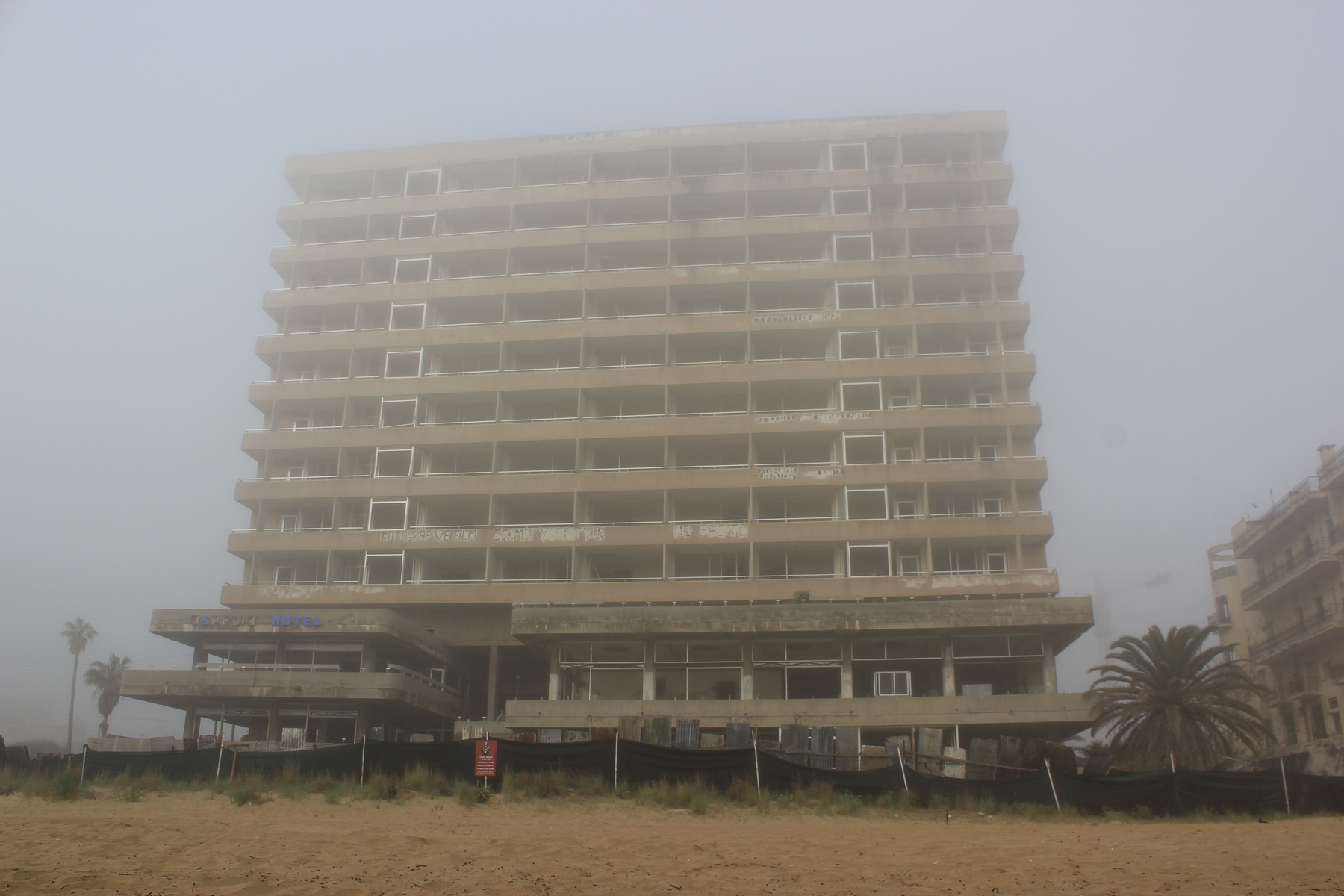
Hoteluri abandonate
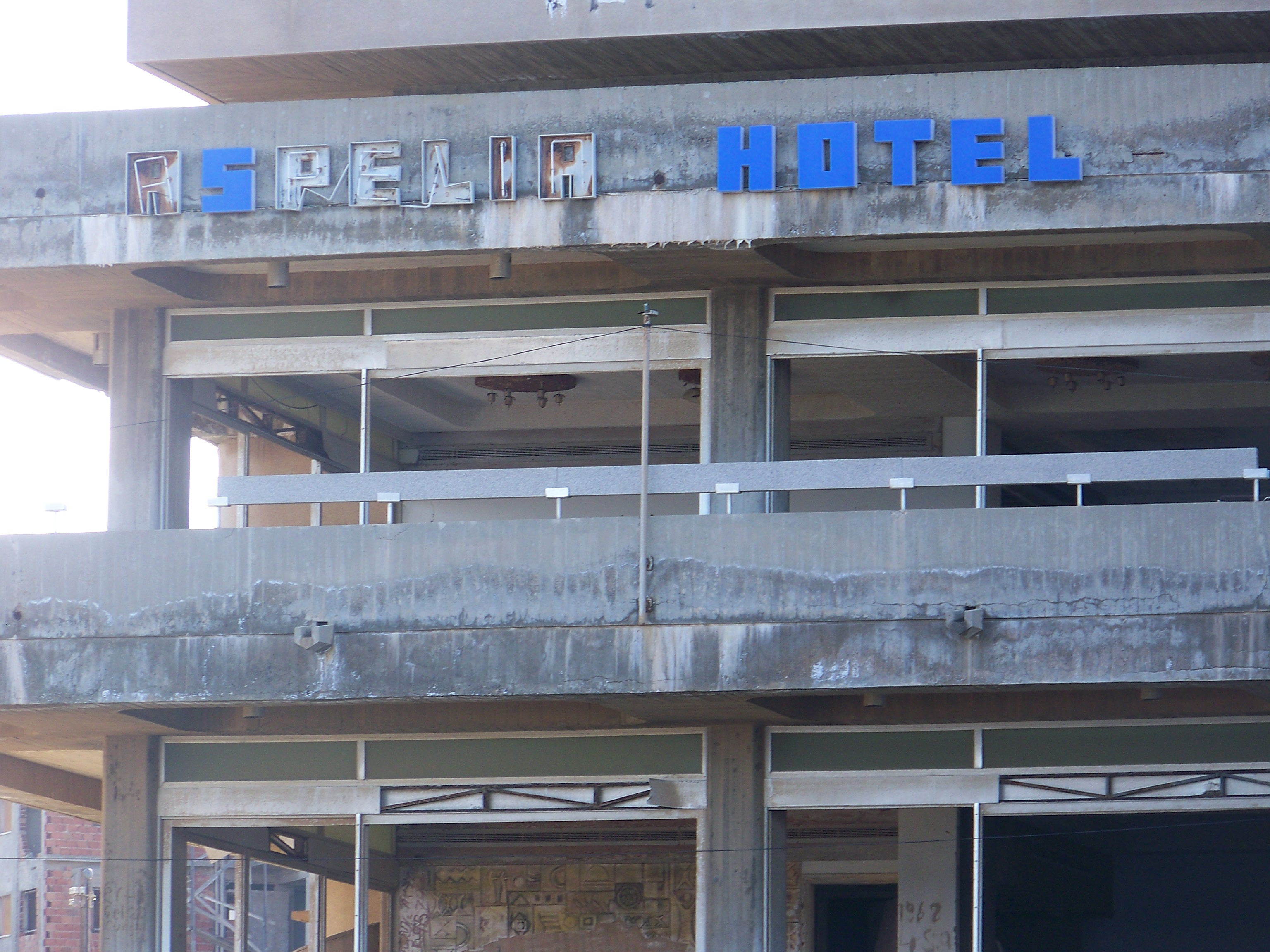
Hoteluri abandonate
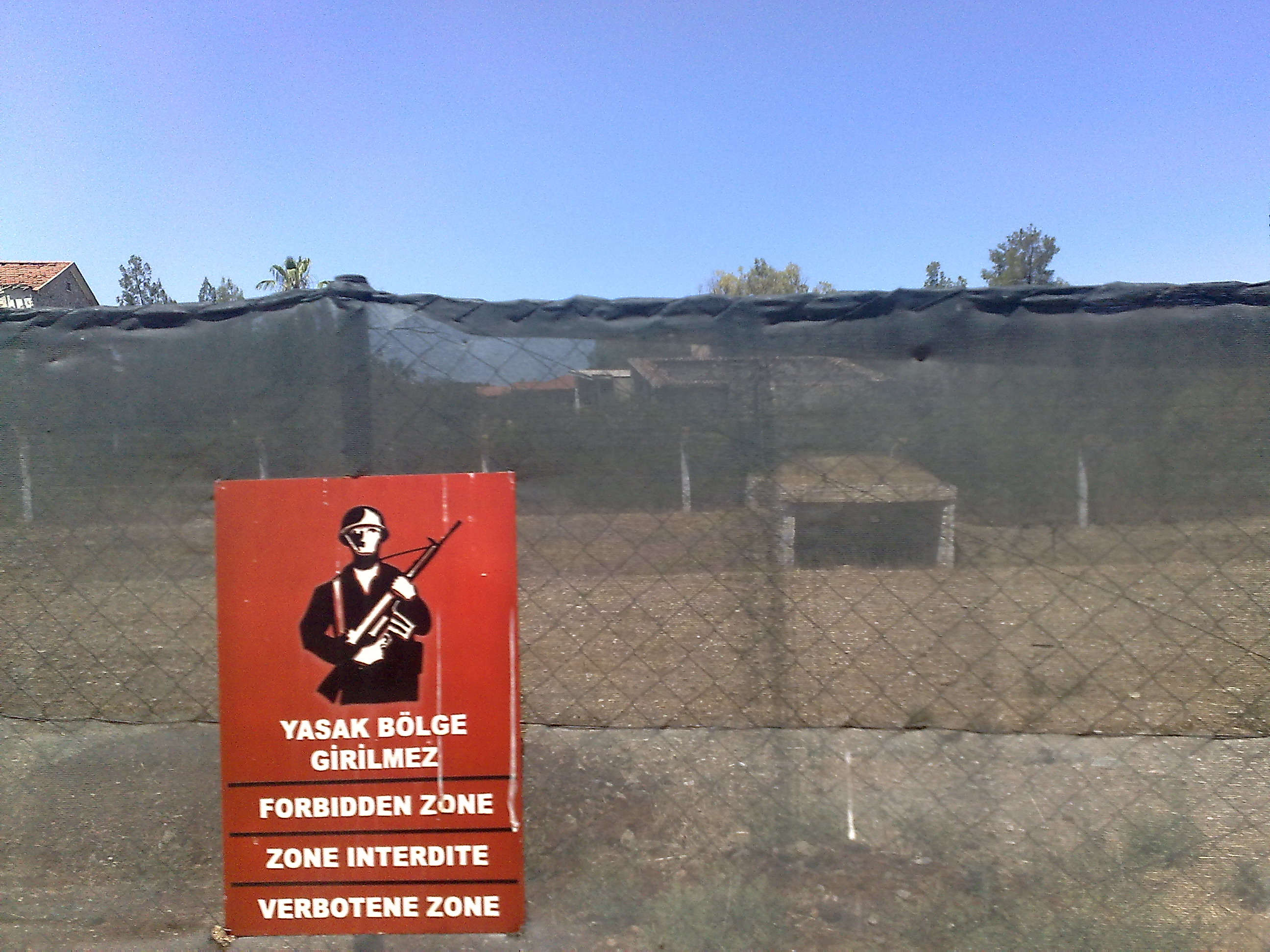
Varoșa (turcă: Maraș) aflată sub blocaj de către armata turcă.
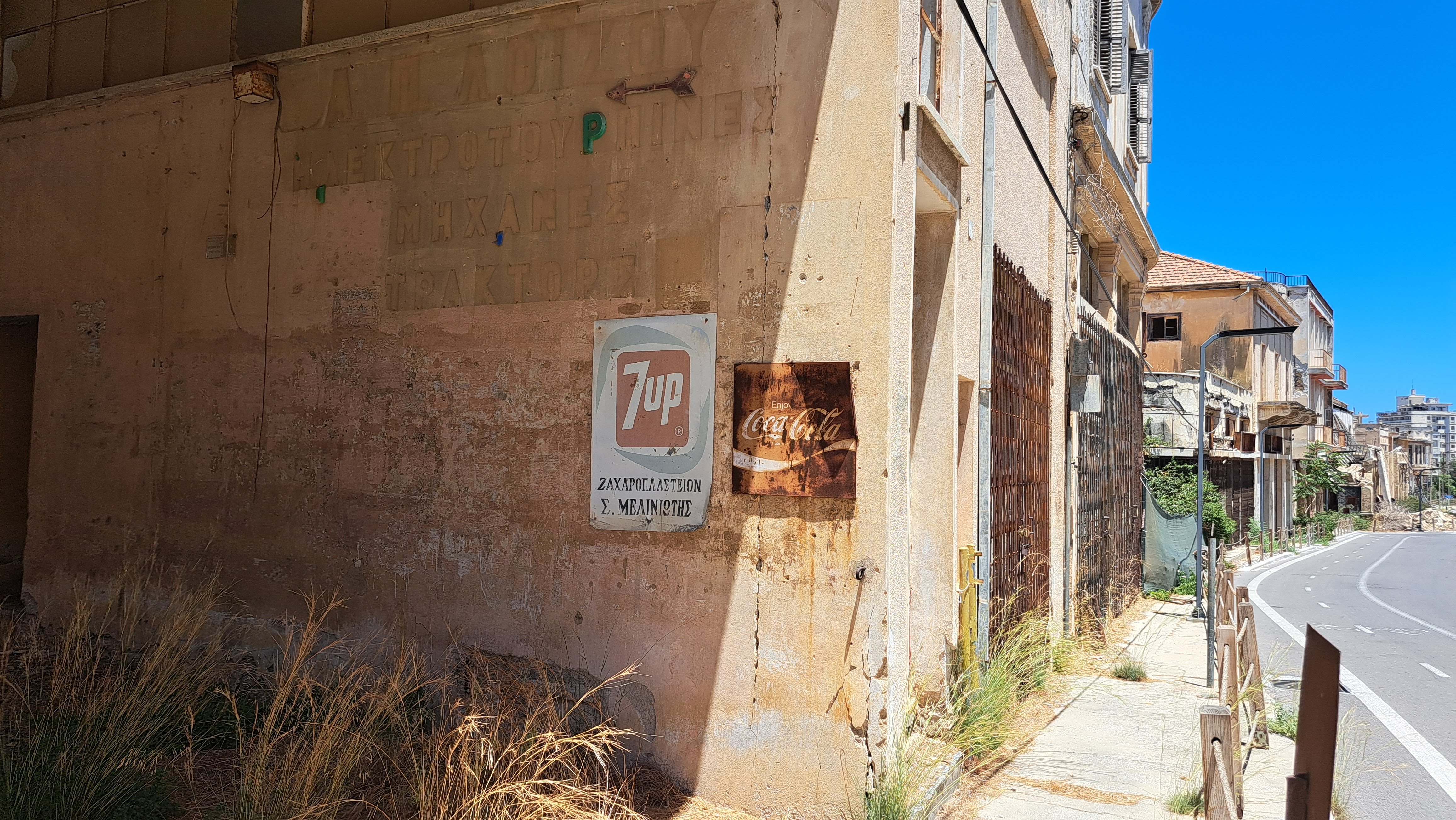
7up coca cola Varosha 2025
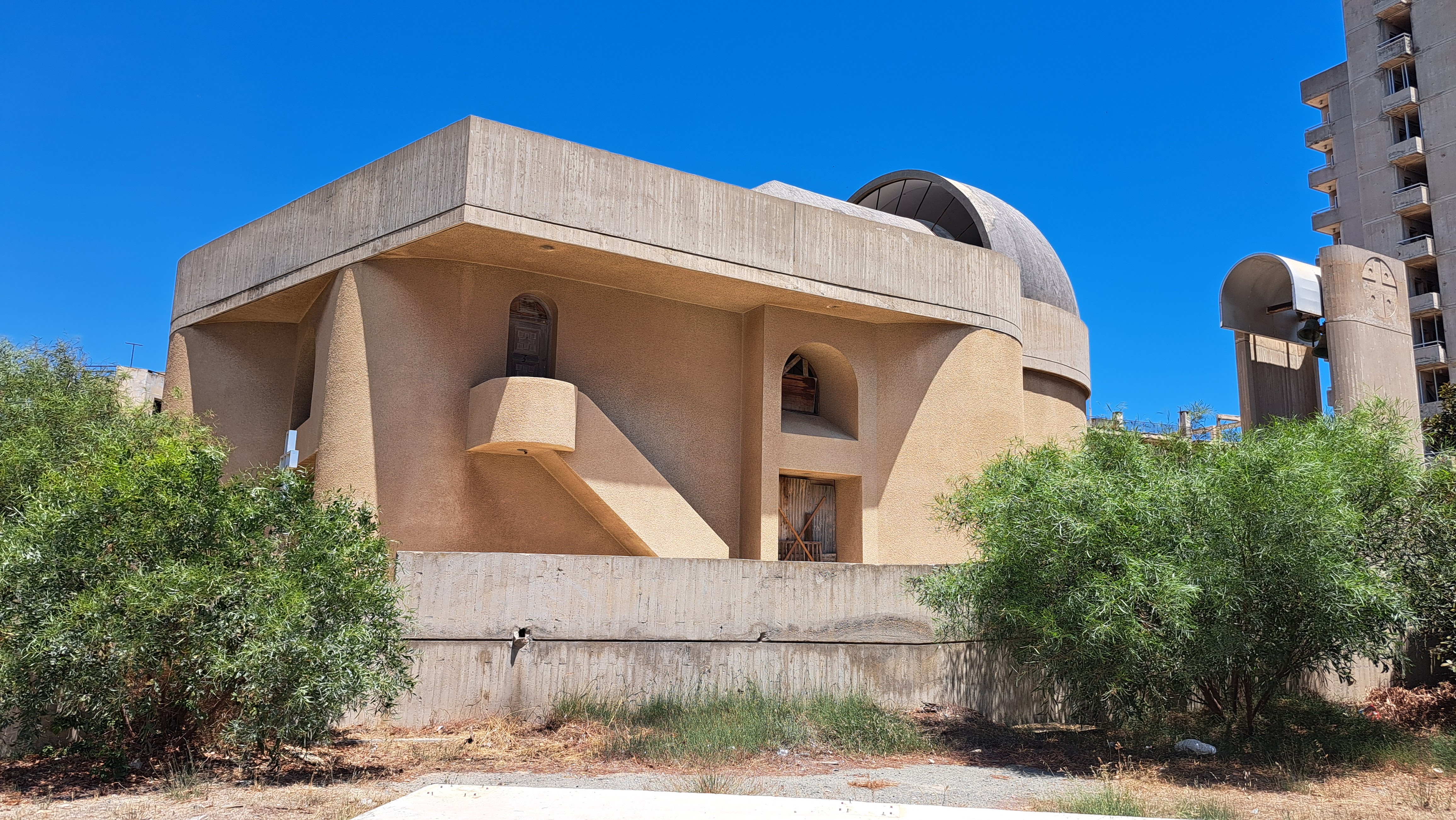
Modern building
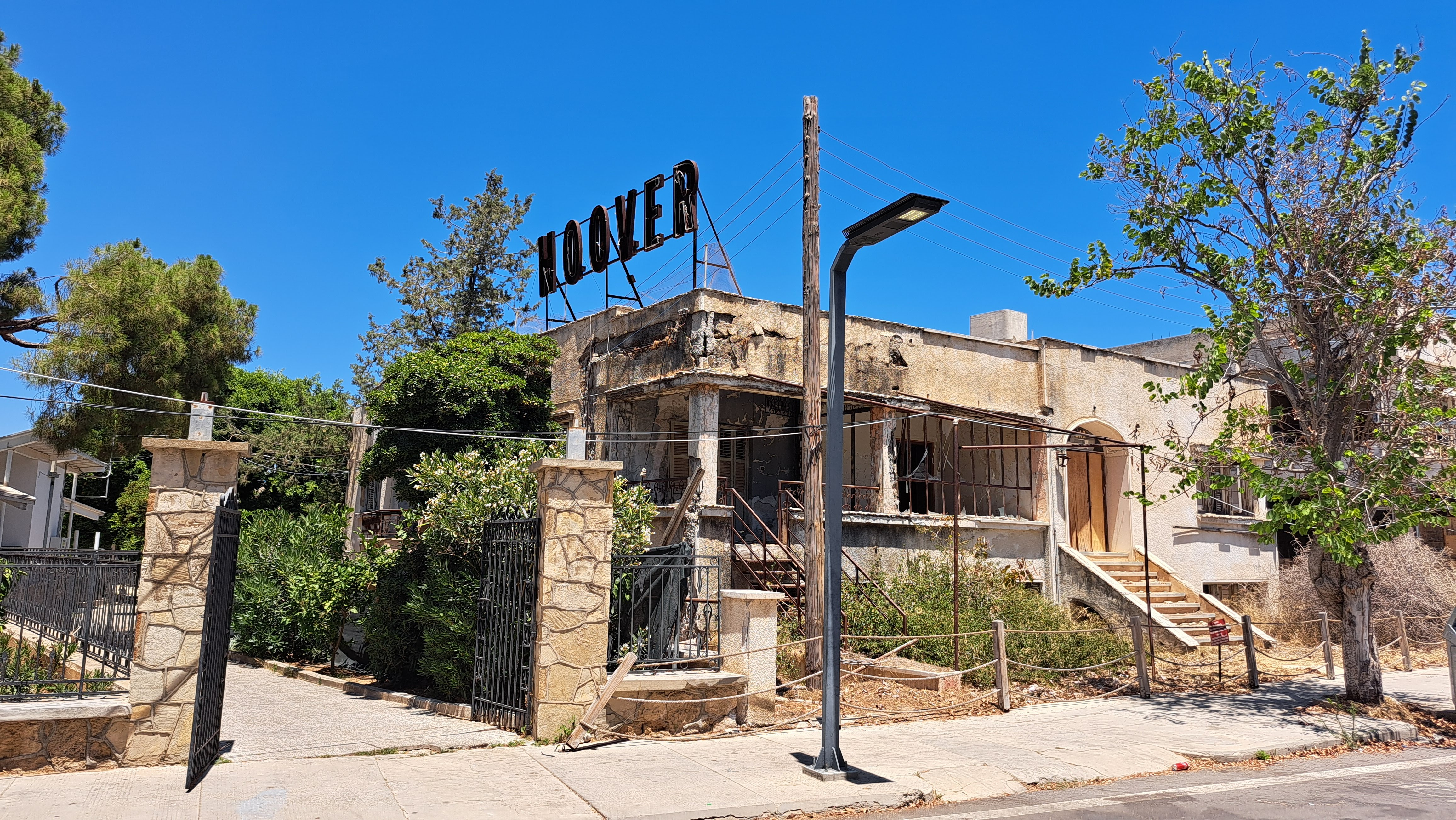
Hoover Varosha
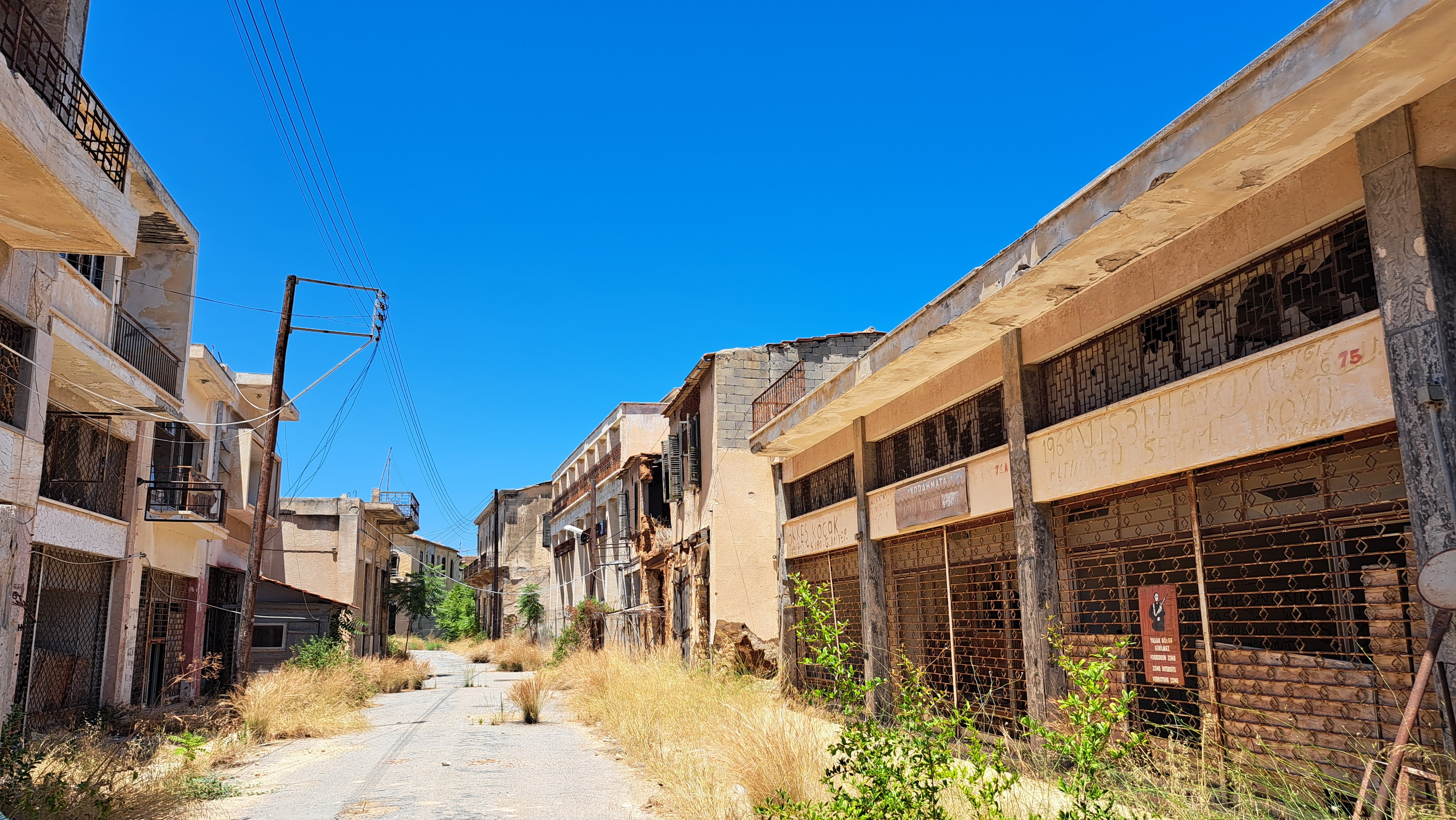
Forbidden Varosha
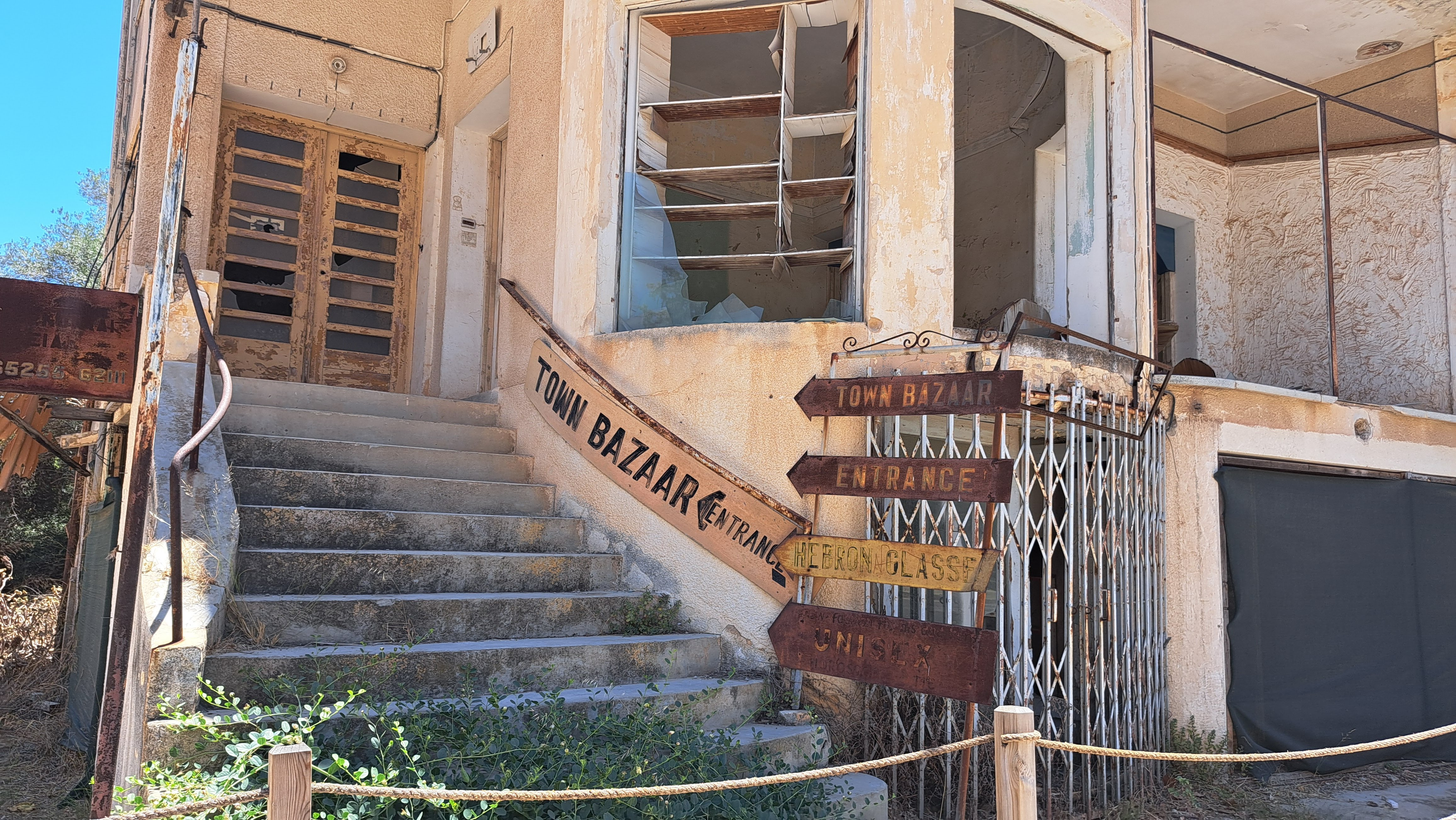
souvenir Old Store
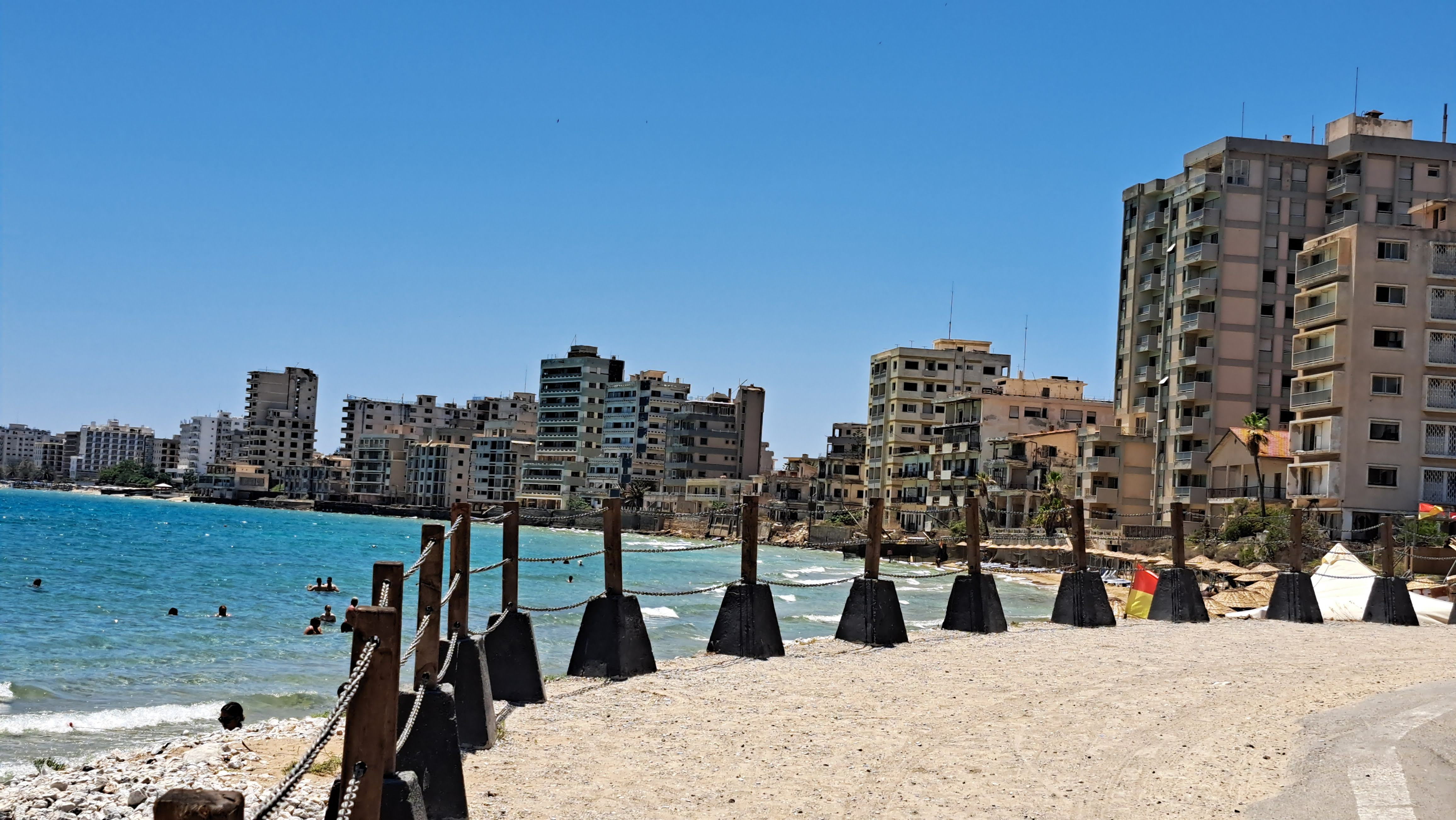
Varosha Beach 2025
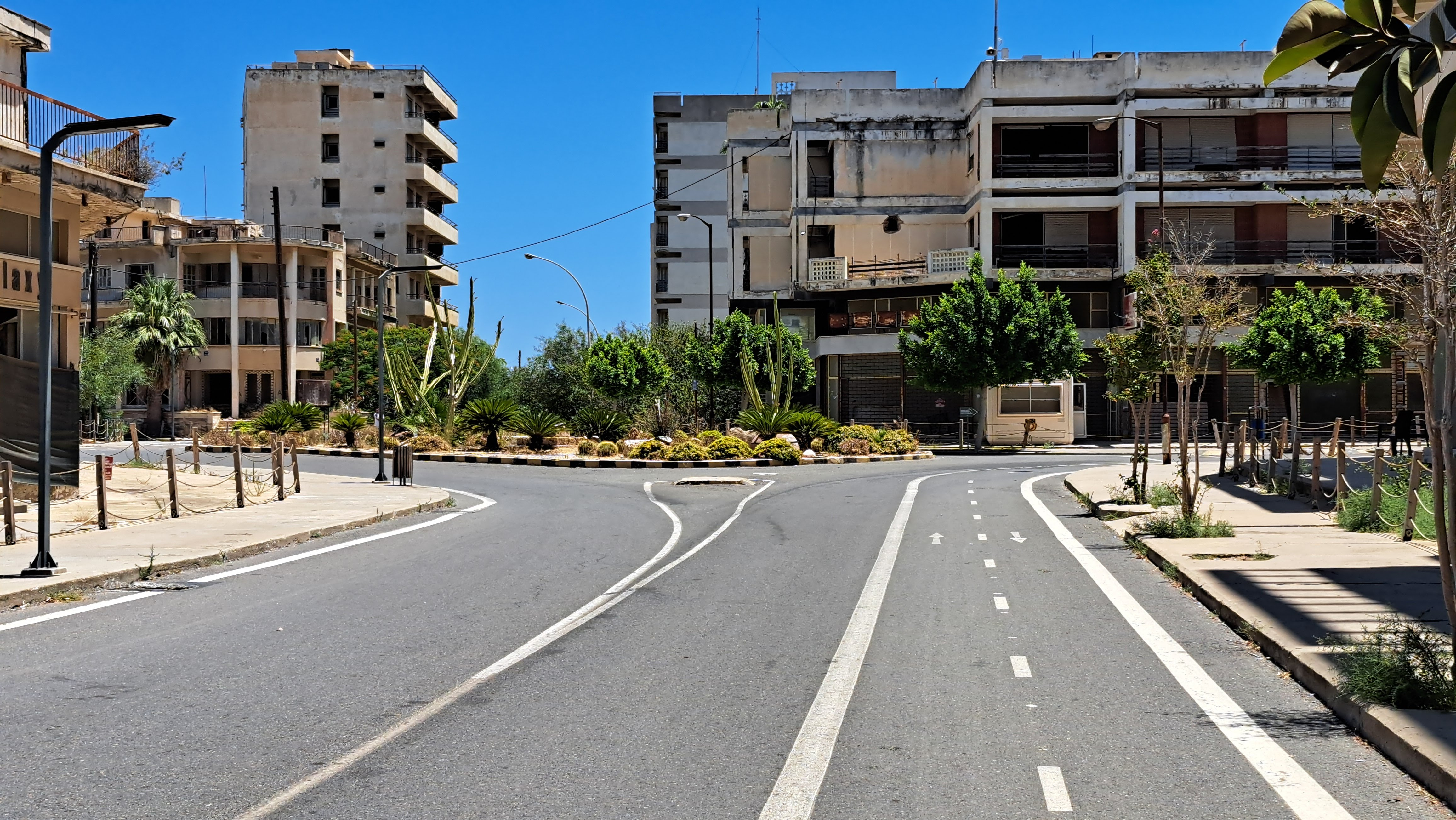
Varosha round
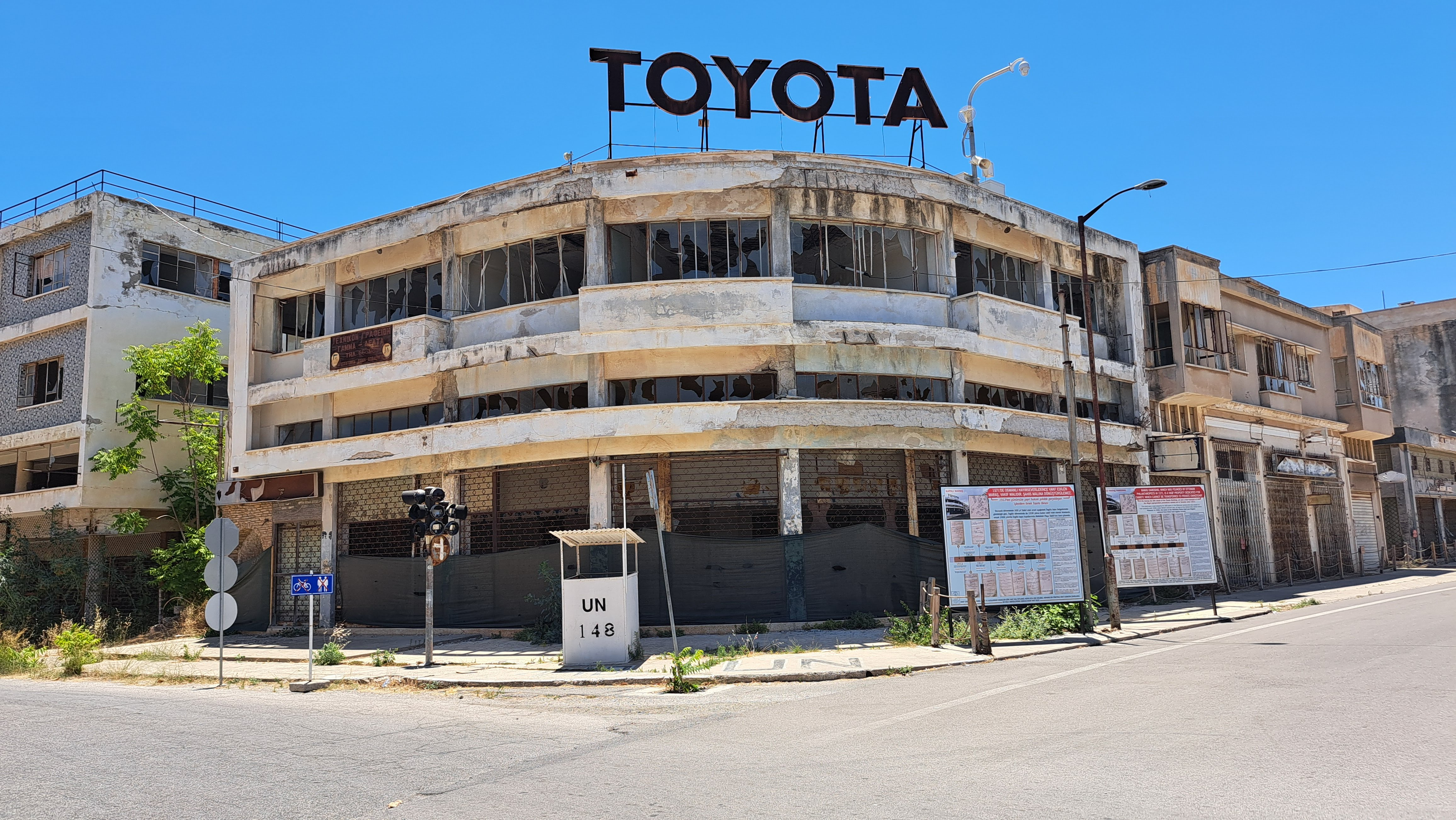
Toyota Varosha
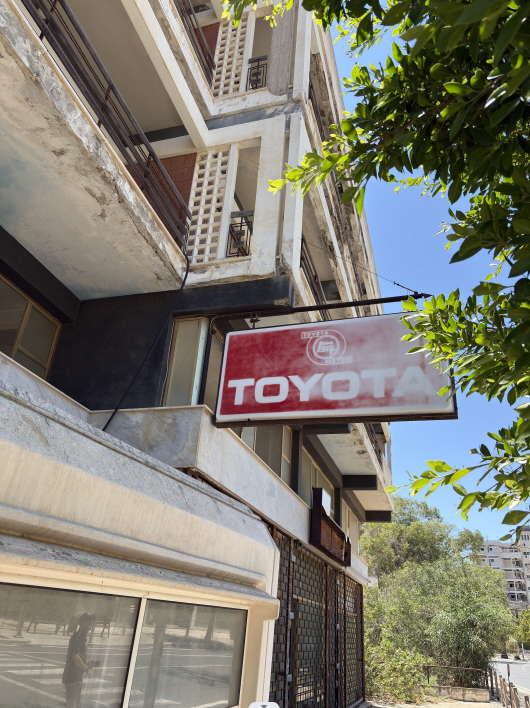
Toyota Varosha
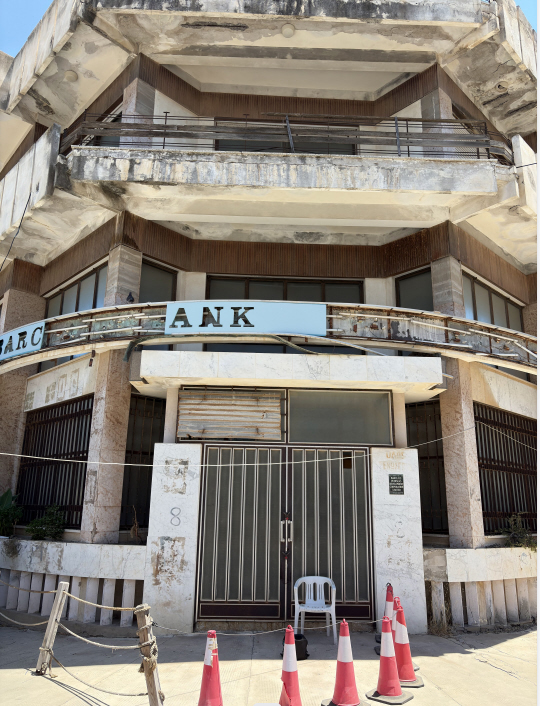
Barclays bank Varosha